# Budova Dělnické úrazové pojišťovny pro Moravu a Slezsko
Budova bývalé Dělnické úrazové pojišťovny a později úrazové nemocnice je součástí areálu Úrazové nemocnice Brno. Stavbu nechala v letech 1912–1913 postavit Dělnická úrazová pojišťovna pro Moravu a Slezsko v Brně jako své sídlo. Nyní je budova částečně využívána jako zážitkový hostel v rámci sociálního podniku. Kulturní památkou pod rejst. č. ÚSKP 106741 byla stavba opětovně vyhlášena 24. 9. 2021, jelikož šlo o tzv. pozdě zapsanou památku, která ztratila ochranu.

## Historie

### Vznik budovy a její popis
Oficiální budova Dělnické úrazové pojišťovny pro Moravu a Slezsko (německy Arbeiterunfallversicherungsanstalt für Mähren und Schlesien in Brünn) byla plánována na několika místech v Brně a po dvou pokusech o umístění v historickém jádru města, které se ukázaly jako méně praktické, byla postavena na současném místě, Theresienglacis č. 5, dnes Koliště č. 43. Všechny přípravné půdorysy i realizovanou stavbu navrhl stavitel Josef Fiala ve stavebním úřadu městského stavitele Josefa Jellinka. Na provedení fasády a interiéru byla vyhlášena soutěž 14. února 1912 a soutěžící měli měsíc na zhotovení návrhu. Soutěž byla pojata vlastenecky a zúčastnit se tak mohli pouze architekti narození nebo žijící na Moravě a ve Slezsku. Z celkem 18 obdržených projektů byl 2000 korun oceněn projekt brněnského architekta Bohumíra Čermáka. Dalšími oceněných architekty byli brněnští Erich Lillegg a Raimund Novotný, dále vídeňský architekt Armand Weiser. Čermákův návrh byl ceněn pro jeho racionální řešení, které spojuje klasicistní a post-secesní modernu.
Doba výstavby trvala 10 měsíců mezi lety 1912 a 1913, celkové stavební náklady činily 800 000 rakouských korun. Půdorys je koncipován jako podlouhlé kancelářské křídlo se dvěma dvorními křídly, schodištěm s prostorným vestibulem a velkou monumentální železnou branou s třemi vchody, která je umístěna uprostřed fasády. V architektuře exteriéru a interiéru, s přihlédnutím k humánnímu účelu budovy, byla mimořádně vyvedena jednoduchá nezdobená monumentalita stavby a bylo pečlivě zabráněno nadměrné okázalosti ve fasádě i v interiéru. Jediným klenotem fasády je figurální vlys (či atika) ve středním rizalitu, který v pískovci provedl brněnský sochař Alfred Dressler (či Dräßler) podle vítězného návrhu Leopolda Hohla. Jeho ztvárnění je však oproti jeho návrhu robustnější. Na atice je vyobrazeno šest profesí – zemědělec, kovář, horník, zedník, tovární dělník, projektant. Fasáda byla pokryta světlou omítkou Terranova a sokl umělým pískovcem. Hlavní efekt budovy spočívá v jejím velkorysém řešení střechy, která je výsledkem umístění nemovitosti. Přední část budovy směřuje k velkému parku a je viditelná z dálky, ale pouze v horních částech, takže tato část byla vyjádřena s velkým důrazem. První tři podlaží jsou od dalších pater oddělena parapetním vlysem, okna v patře nad tímto vlysem jsou polokruhovitě zakončena a okna v dalších patrech jsou běžná. Vestibul, který svým obložením z belgického modrého mramoru a obyčejným bílým omítkovým štukem působí elegantním a velmi jednoduchým dojmem, vede ke schodišti s výtahem, které bylo pečlivě navrženo ve stejném stylu. Ve štuku vestibulu je provedeno kanelování, jež bylo na stěnách doprovázeno dekorativní malbou, a po stranách průchodu vedoucím k výtahu jsou umístěni putti. Jeden drží otýpku se srpem, což nejspíše symbolizuje zemědělství a druhý drží kladivo a kleště představující průmysl. Podobný štuk a malba byla provedena na schodišti, kde je zdobení doplněno jednoduchou florální vitráží s modrým sklem.
Reprezentativní místností byla velká konferenční místnost se šatnou v prvním patře, která se používala pro jednání velkého výboru. Představitelé vlády, prezident pojišťovny a řečníci zde dostávali prominentní místo uspořádáním pódií, zatímco ostatní členové seděli u stolů v pohodlných křeslech. Celé vybavení tohoto sálu bylo provedeno podle návrhu architekta Čermáka v dílnách „Bürgerliche Handwerkskunst“ v Brně a bylo vyrobeno z černého dubového dřeva s tmavě modrou kůží, černým mramorovým obkladem a modro-stříbrně propletenou nástěnnou látkou s bílým štukem, vše pečlivě sladěné ve střídmém, elegantním a klidném tónu. Výraznějším prvkem bylo pouze kování ústředního topení. Čermák totiž přizpůsobil vzhled interiérů vážnosti úřadu a navrhl jej oproti svým jiným realizacím velmi střídmě. Ve stejném patře byla na straně ulice také malá konferenční místnost s prezidentskými a manažerskými místnostmi, které rovněž sloužily k reprezentaci instituce a byly postaveny rovněž důstojně podle návrhu architekta. Seskupení jednotlivých místností bylo v půdorysu uspořádáno co nejpraktičtěji, takže lékaři, vyšetřovny a rentgenový ústav byly v levém bočním křídle. V pravém křídle byla umístěna registratura a podatelna s přidruženými kancelářemi. V přízemí byl umístěn byt s kuchyní, vrátnice a několik kanceláří. V levé křídlo složilo pro dva zaměstnanecké byty a pravé křídlo pro ženskou a mužskou čekárnu s pracovnou primáře. V mezzaninu byly kanceláře a registratura. V prvním patře byla velká a malá zasedací místnost, ředitelství, prezidium, šatna, účtárna a pokladny. Ve druhém a třetím patře bylo zázemí ostatních kanceláří a úřadovny. Mohutná střecha, která je nad rizality stupňovaná, nesloužila pouze jako dekorativní prvek, ale byla využívána dodatečnými archivy a kancelářemi, které sloužily v případech mimořádných událostí, jenž v instituci nastávaly několikrát ročně. Stavební práce byly řízeny stavitelem Josefem Müllerem, který byl schopný plány využít s profesionální jistotou a porozuměním. Betonové stropy mezi jednotlivými podlažími byly vyrobeny s pomocí bednění z rákosových trubek (Rohrzellendecken) od společnosti Donath & Co., která rovněž provedla všechny betonové konstrukce. Zámečnické práce provedl Rudolf Oplustil, měděnou střechu klempířský mistr Leopold Haftel, mimořádně masivní tesařské práce provedla firma Brüdern Maschek, malířské práce Theodor J. Indra, malířské-natěračské práce provedl Karl Stöger, přičemž všichni sídlili v Brně. Mramorový obklad vestibulu, který byl instalován z čistě praktických důvodů pro usnadnění čištění, dodalo mramorářství Martin & Migot v Brně. Obklady a podlahy provedla firma J. Lichtenstern & Co z Brna.

### Budova v roce 1915

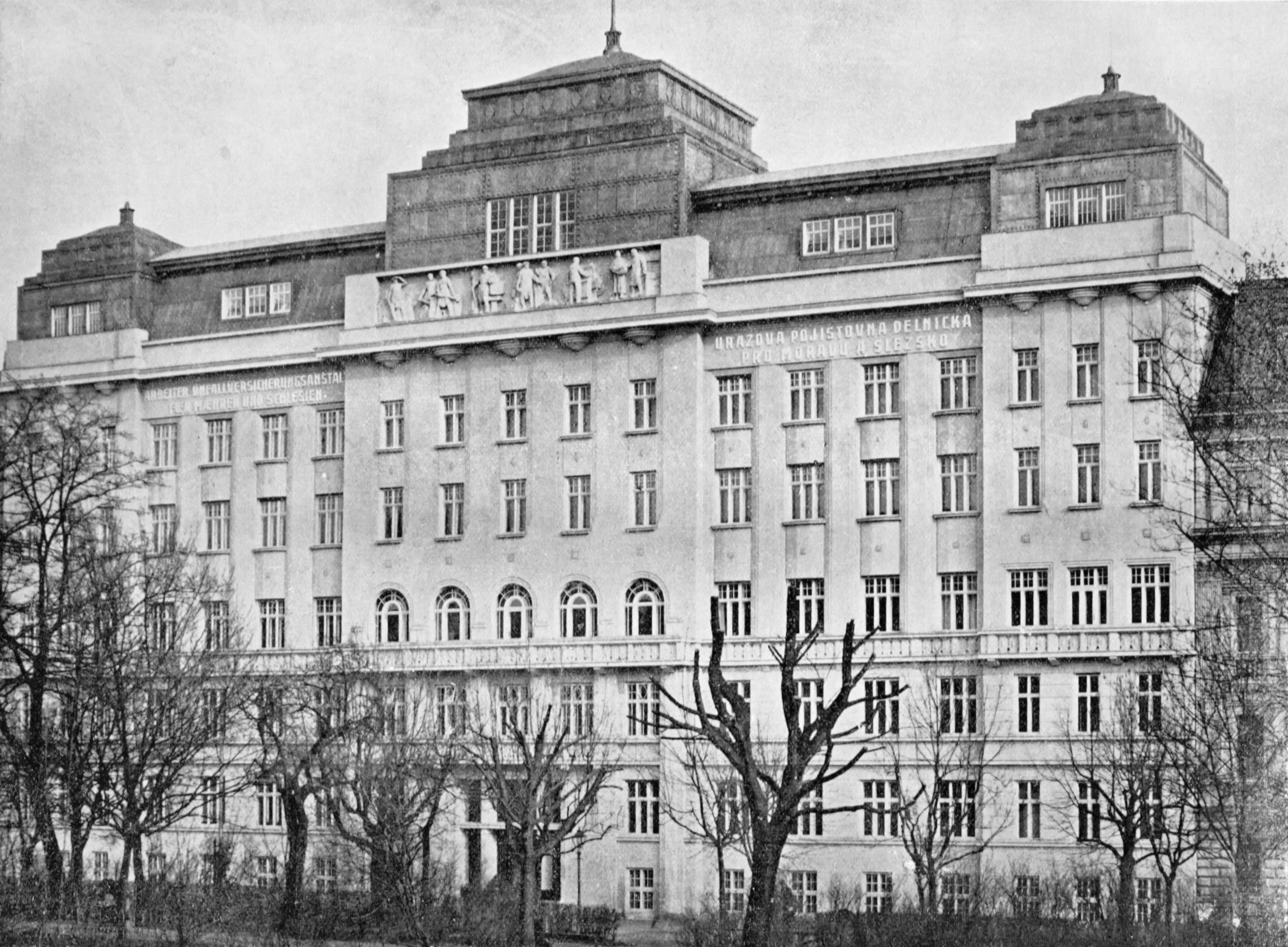
Pohled na budovu
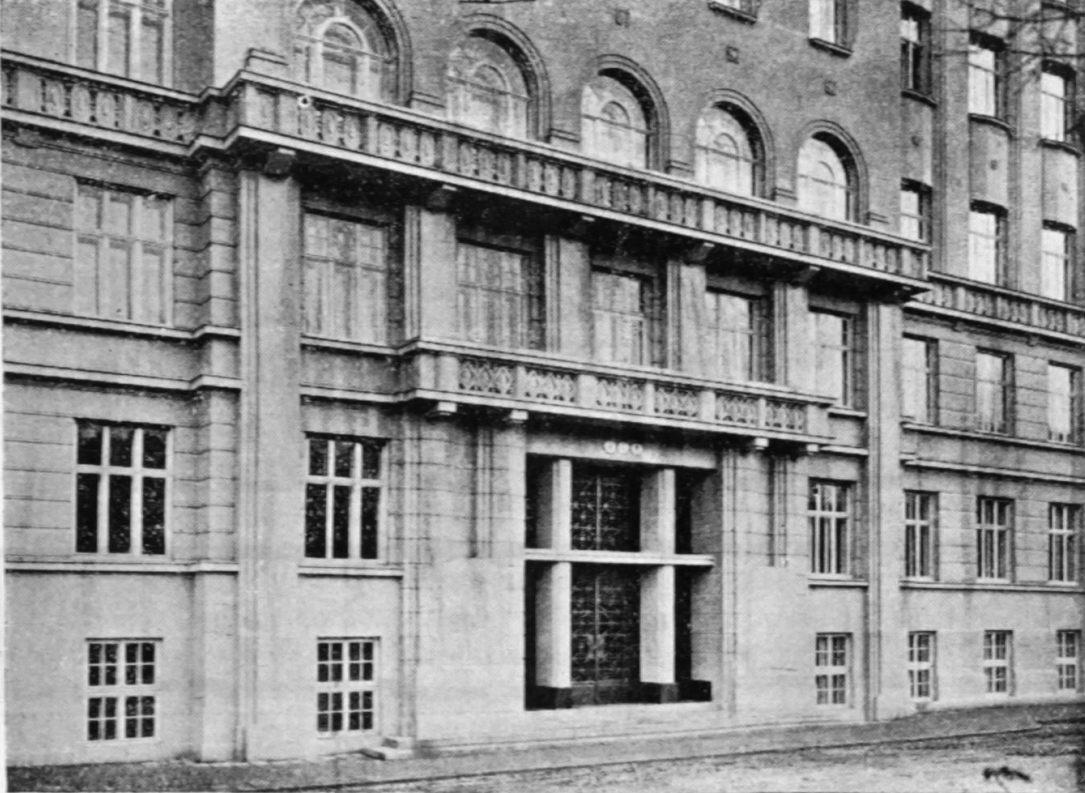
Hlavní portál budovy
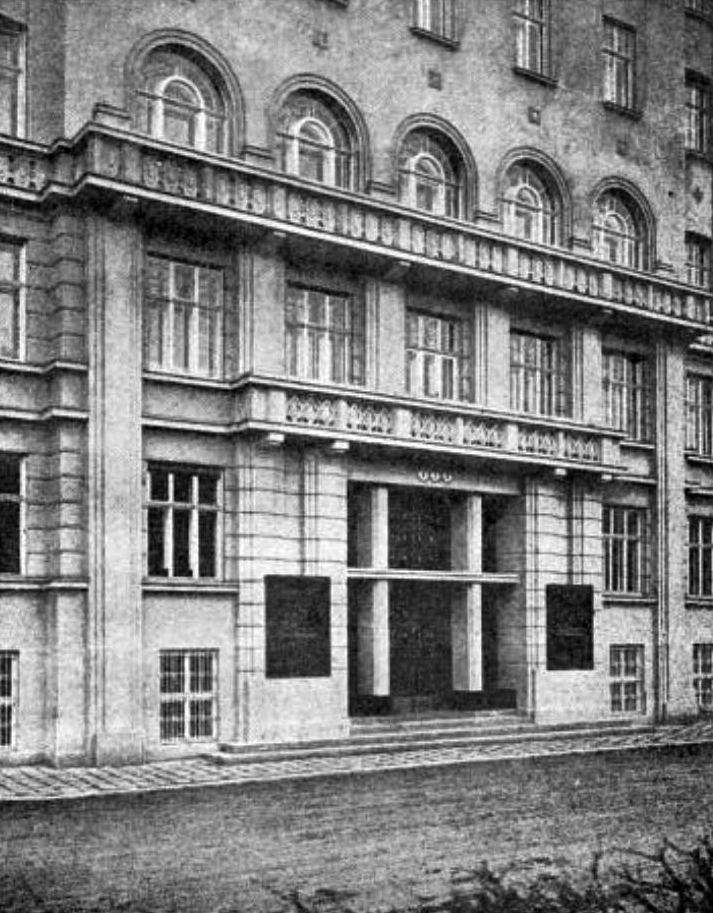
Hlavní portál budovy
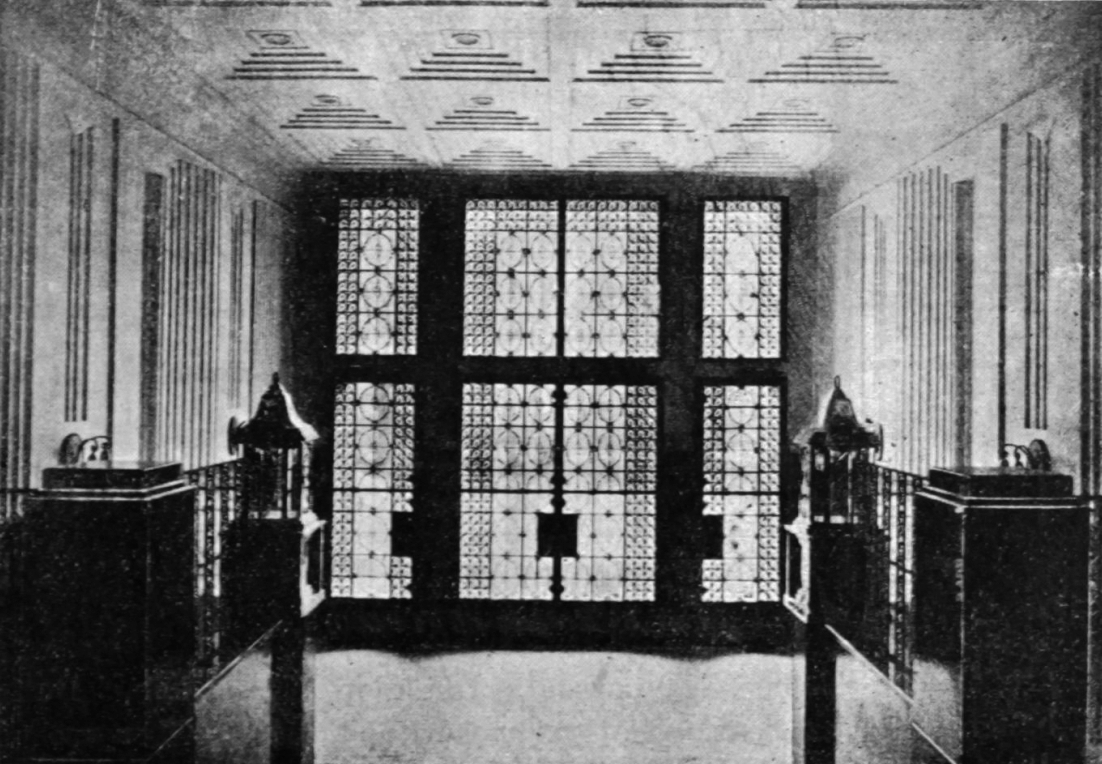
Vstupní vestibul
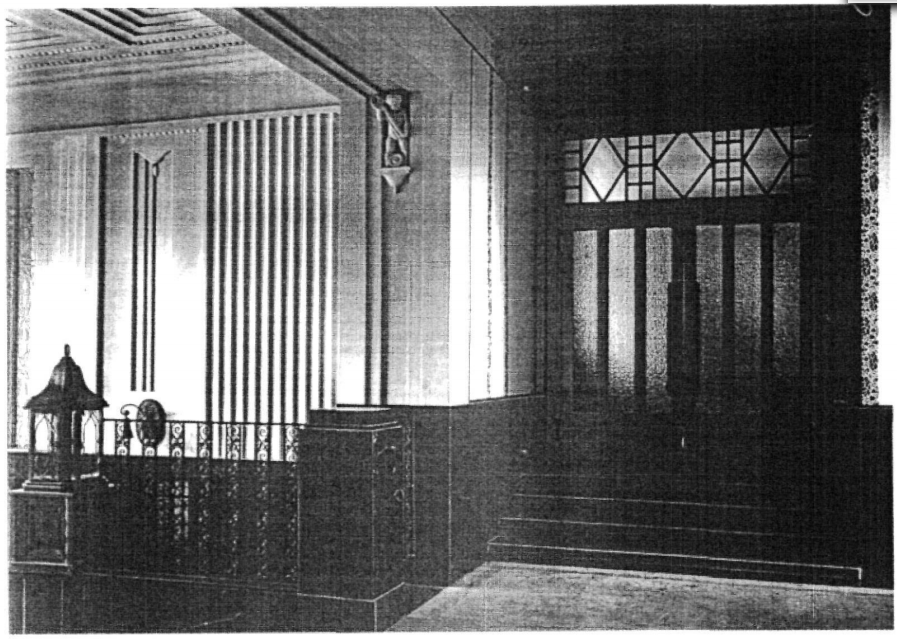
Pohled na schodiště vestibulu z chodby
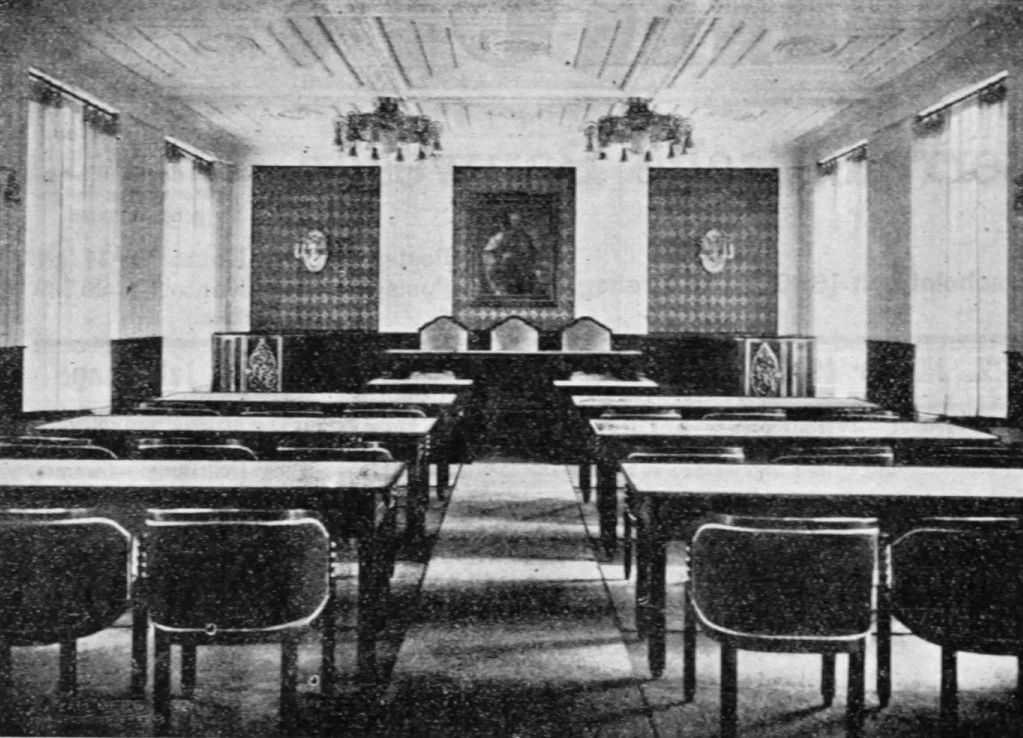
Zasedací místnost
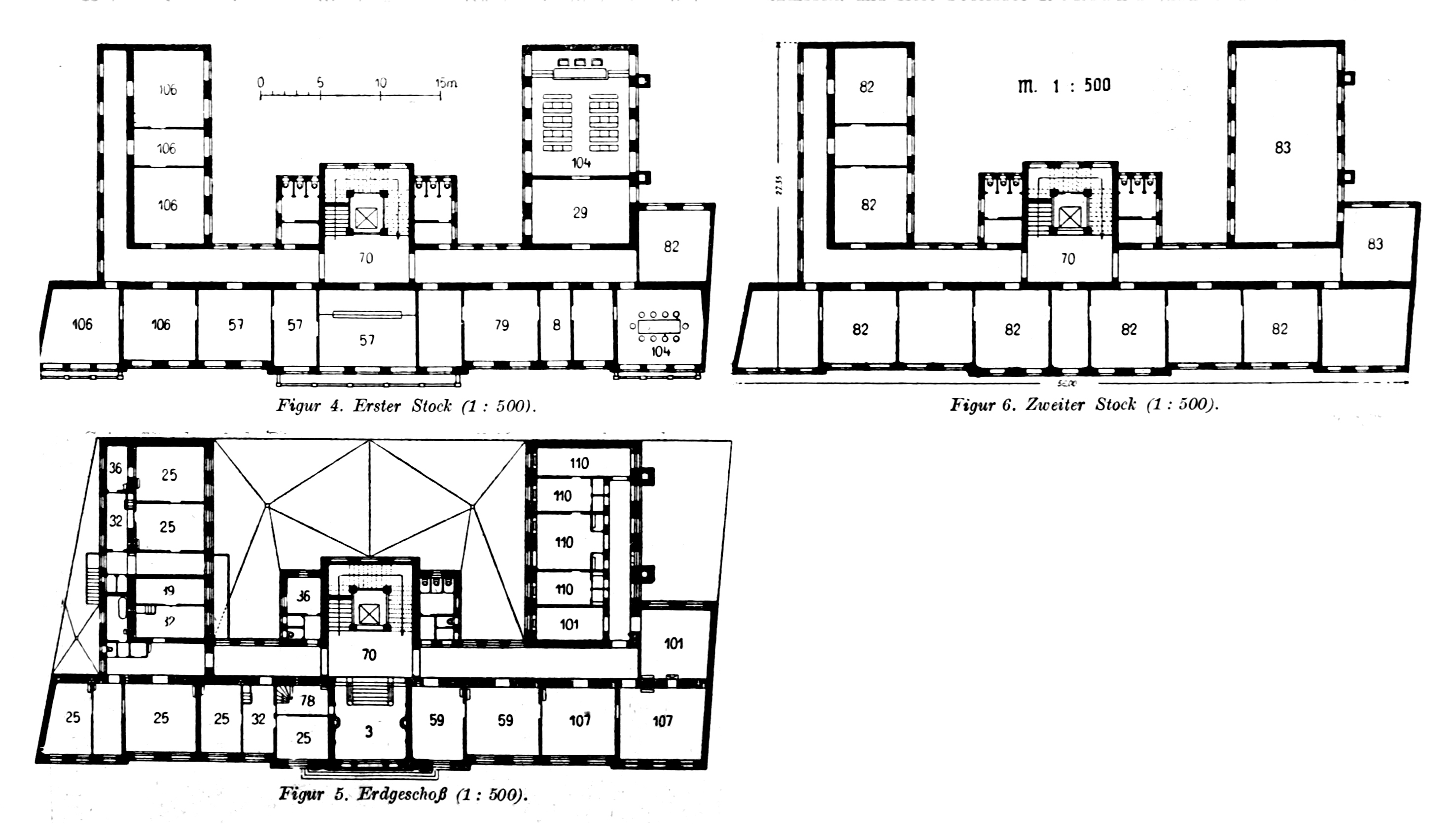
Půdorysy

### Součástí úrazové nemocnice
Příznivé výsledky léčby úrazů v době První světové války vedly roku 1925 k otevření úrazové nemocnice při vídeňské pobočce pojišťovny. K témuž došlo i v Brně, kde byly v letech 1930 a 1931 vyhlášeny dvě architektonické soutěže na stavbu budovy první úrazové pojišťovny v Československu do míst v zadním traktu úřední budovy. Vítězný návrh od Vladimíra Fischera byl realizován do roku 1933 a nová budova byla propojena s úřední budovou pojišťovny. Pravděpodobně v této době byla úřední budova upravována, především ve vestibulu, kde jsou nyní odlišné lucerny a přibylo rozdělení prostoru vestibulu a chodby s výtahem pomocí prosklené stěny s dveřmi. V květnu 1948 byla po vyhlášení zákona o národním pojištění Dělnická pojišťovna zrušena a do budovy se posléze rozšířila nemocnice.

#### Franz Kafka Spital
Poloprázdnou budovu zčásti získala do správy společnost AMERFO historika Pavla Palečka, která zde 9. června 2020 slavnostně otevřela tzv. Franz Kafka Spital. Společnost již několik let provozuje zážitkové muzeum a hostel v protileteckém krytu 10-Z, kde zaměstnává lidi s fyzickým a duševním postižením, a podobný koncept přenesla i do budovy bývalé úrazové nemocnice. Název projektu odkazuje na Franze Kafku, který pracoval v pražské pobočce pojišťovny a některými případy z Brna se mohl ve svém literárním díle inspirovat. Ke sklonku života se Kafka chtěl do Brna vrátit, ale kvůli tuberkulóze se tak nestalo. Hostel v prvním patře má celkem 21 pokojů se starým vybavením nemocnice a návštěvníci se tak mohou vyspat na nemocničním lůžku nebo v bývalém operačním sále, přičemž neobvyklostí je, že se o zdravé návštěvníky starají nemocní lidé. Společnost budovu opravuje a má v plánu uvnitř zprovoznit muzeum s historickým vybavením nemocnice a dále expozicí o nemocniční péči, pojišťovnictví, zločinech páchaných na židech a mučících praktikách komunismu. Vystaveny jsou kupříkladu i fragmenty synagogy, která stála právě v areálu dnešní úrazové nemocnice. Hostel fungoval již na podzim 2020, avšak kvůli pandemii koronaviru byl dočasně uzavřen a společnost se také dostala do sporu s ministerstvem práce a sociálních věcí kvůli administrativní chybě. Ministerstvo posléze kvůli tomu odmítlo zaplatit příspěvek na mzdy zaměstnanců za 3. čtvrtletí roku 2019. Společnost na ministerstvo podala žádost o odstranění tvrdosti zákona, čemuž ministerstvo mnohokrát vyhovělo, společnosti AMERFO však nedodalo ve lhůtě ani stanovisko a podle slov ministryně Maláčové postupuje podle zákona. Po medializaci kauzy poslalo ministerstvo na společnost několik kontrol, které nenašly žádné pochybení, což Paleček považuje za mstu. S ministerstvem se začal soudit a podal žalobu u ombudsmana, který uznal, že ministerstvo pochybilo. Společnost kvůli finanční krizi spustila crowdfundingovou sbírku. V březnu 2021 se jeden ze zaměstnanců s bipolární poruchou upálil, údajně kvůli nejistotám vzniklým v důsledku pandemie a „šikany“ ministerstva. To se však proti tomu ohradilo a považuje kauzu za mediální nátlak, úřad provedl údajně dvě kontroly na základě podnětu některého ze zaměstnanců.

## Galerie

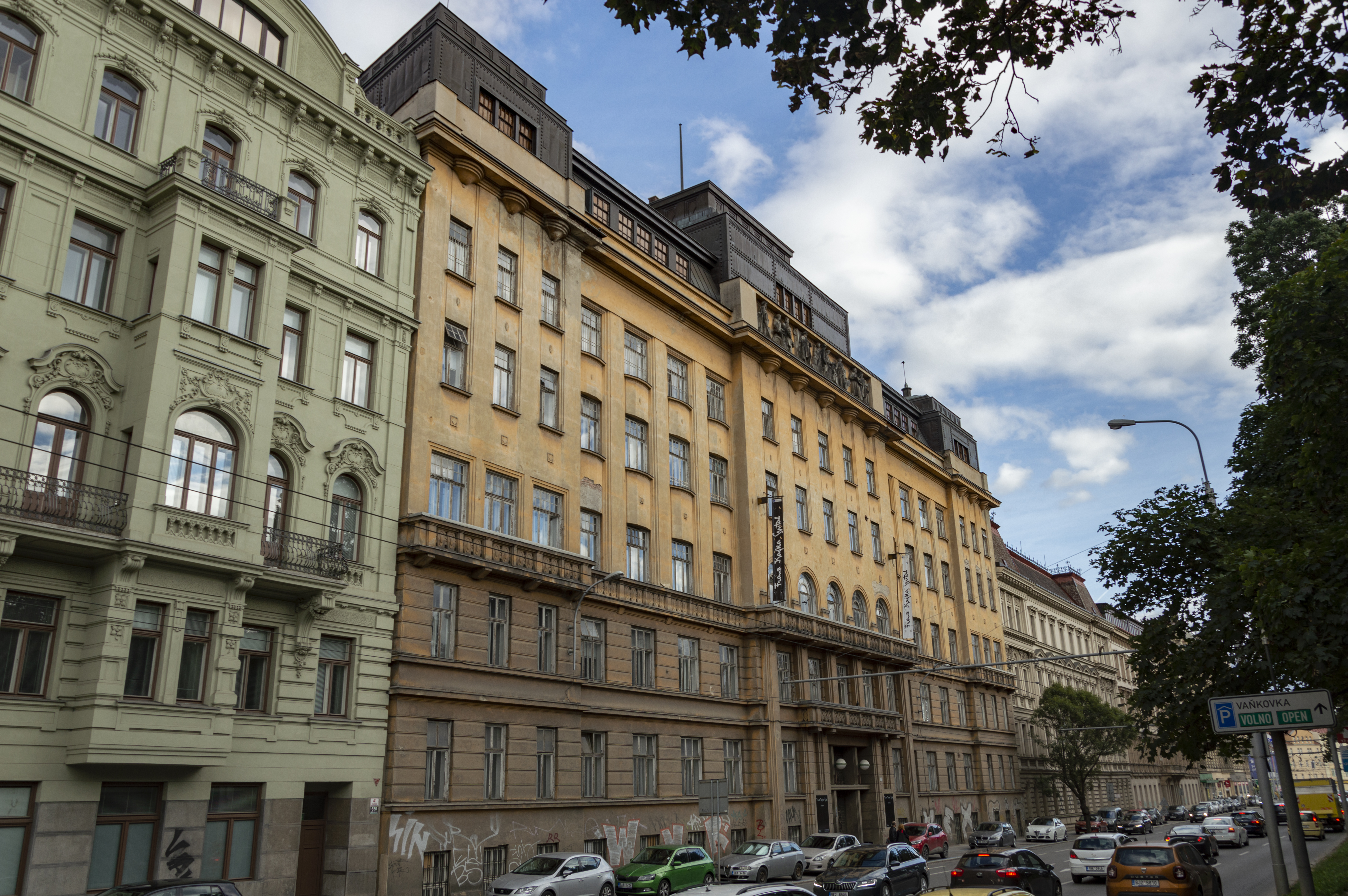
Fasáda budovy Koliště č. 43
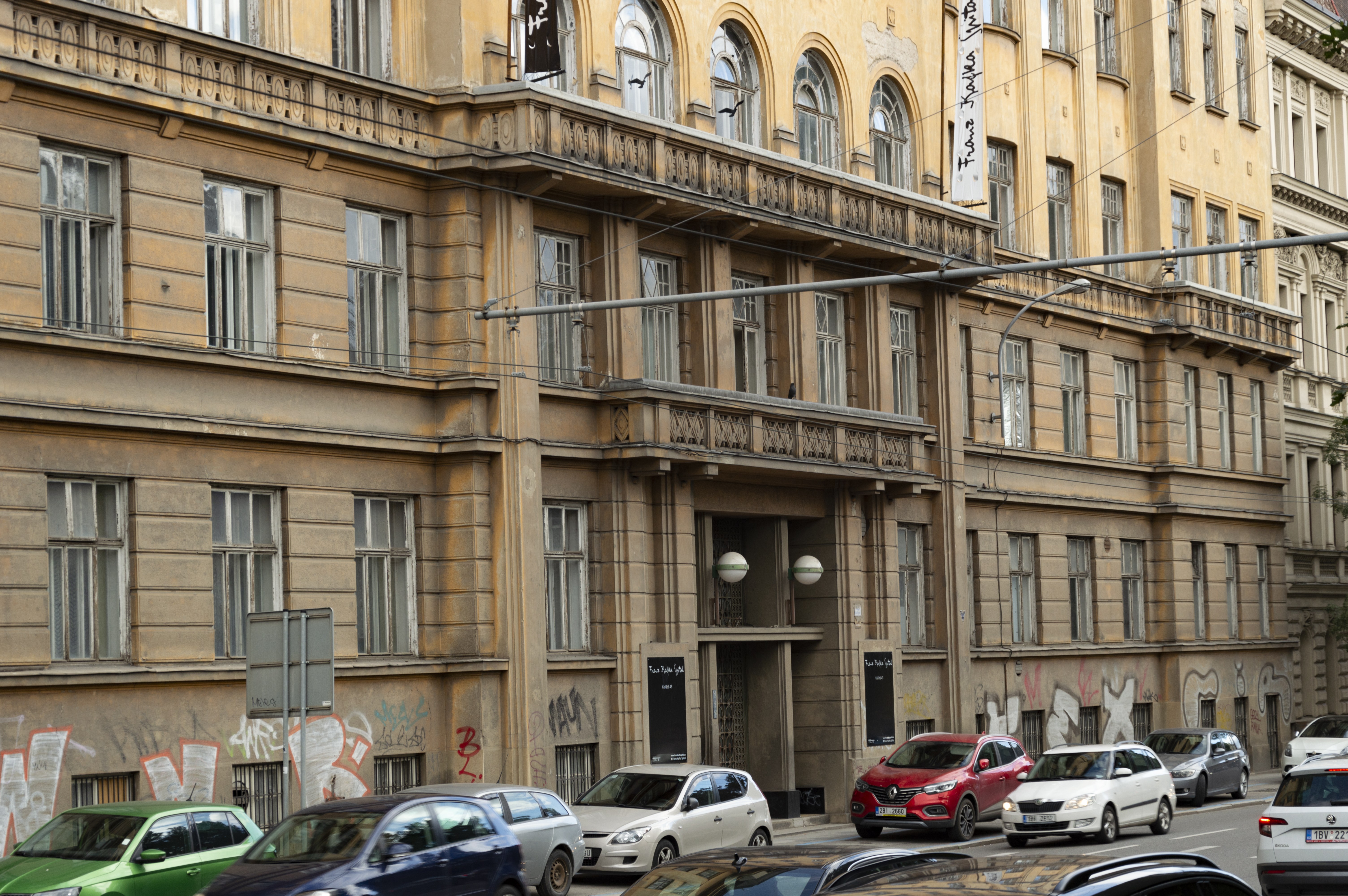
Střední rizalit s monumentálním vstupem
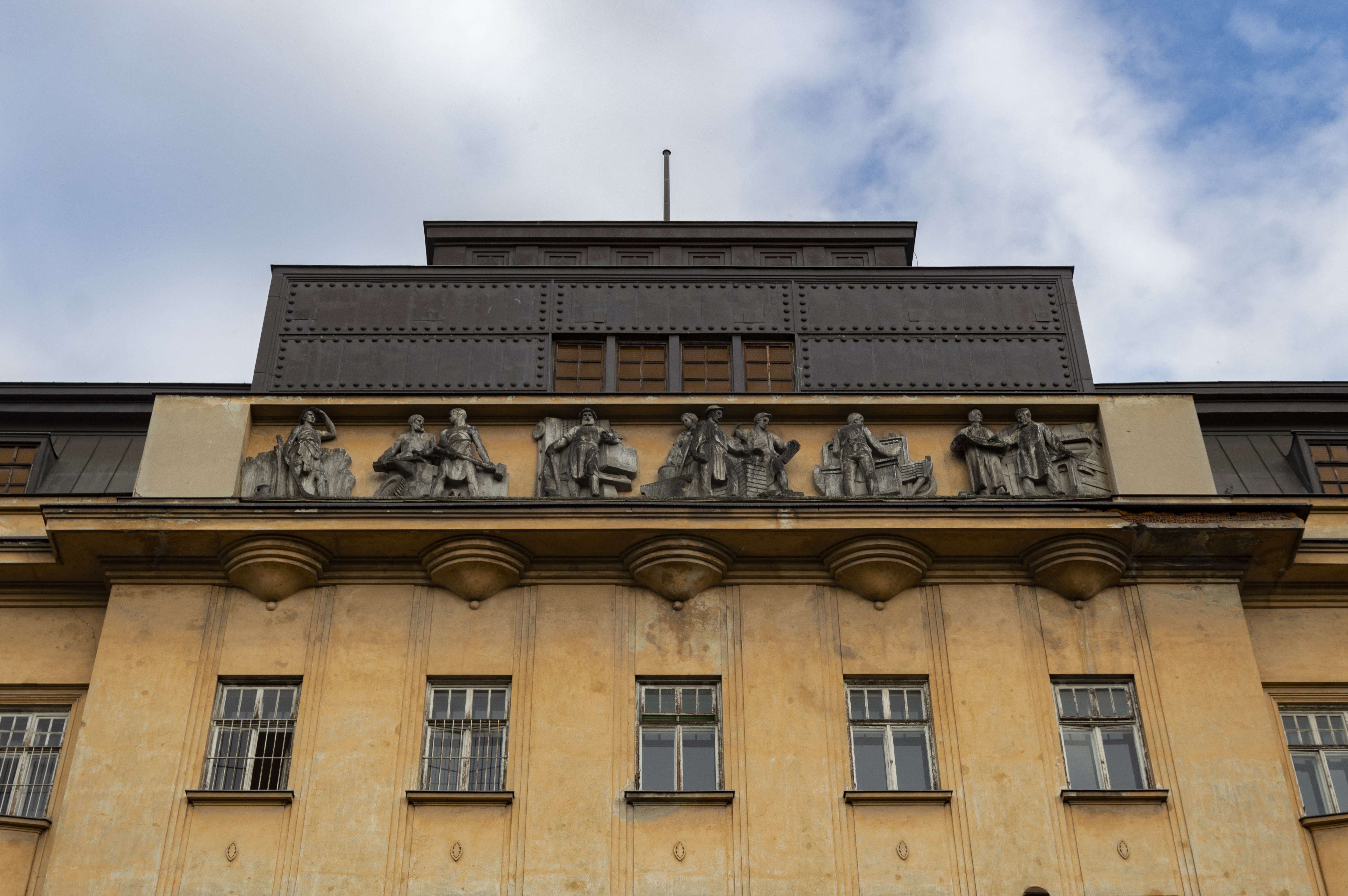
Sochařský zdobený vlys
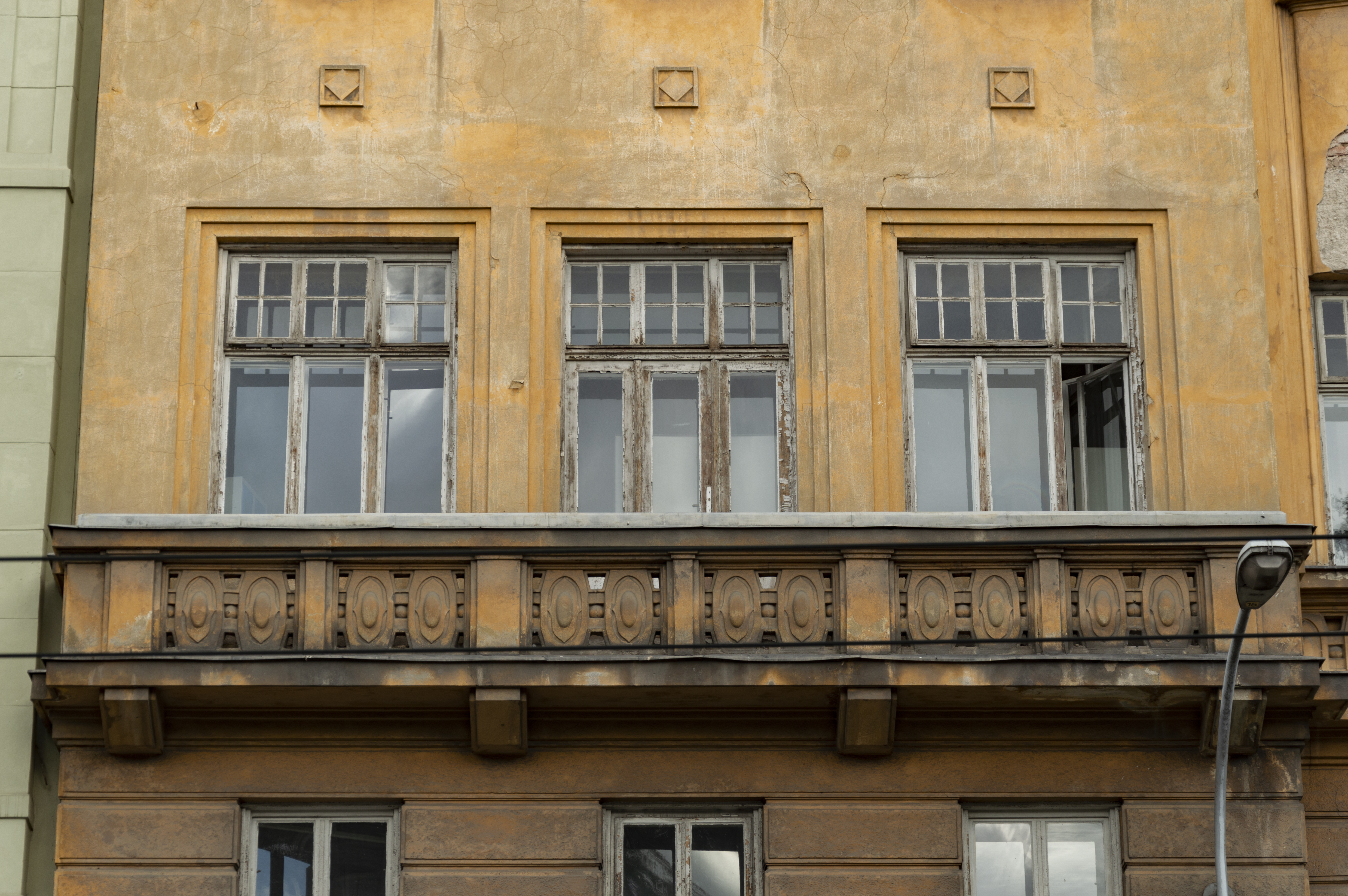
Okna levého rizalitu s parapetním vlysem
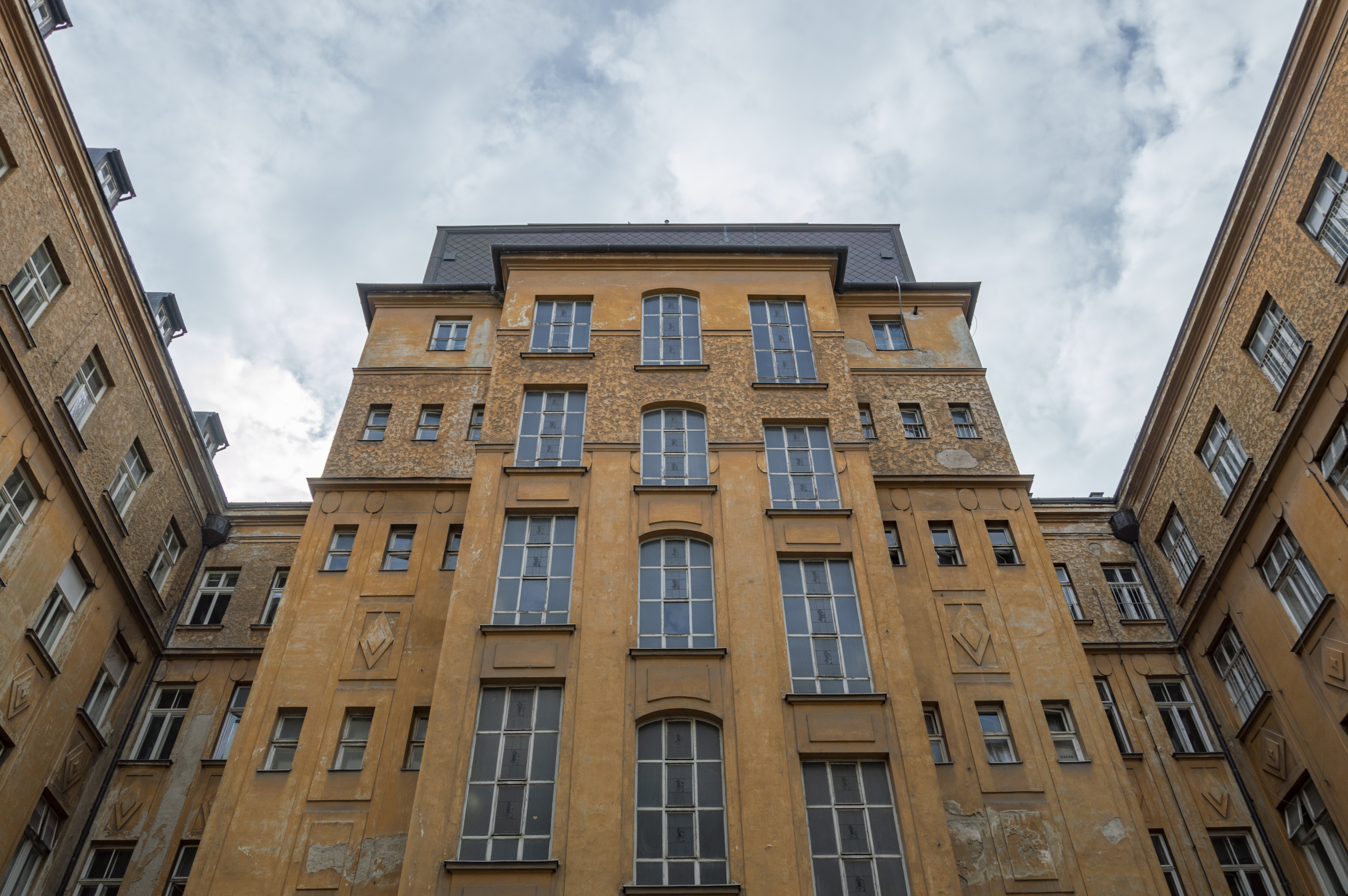
Zadní fasáda ve dvoře
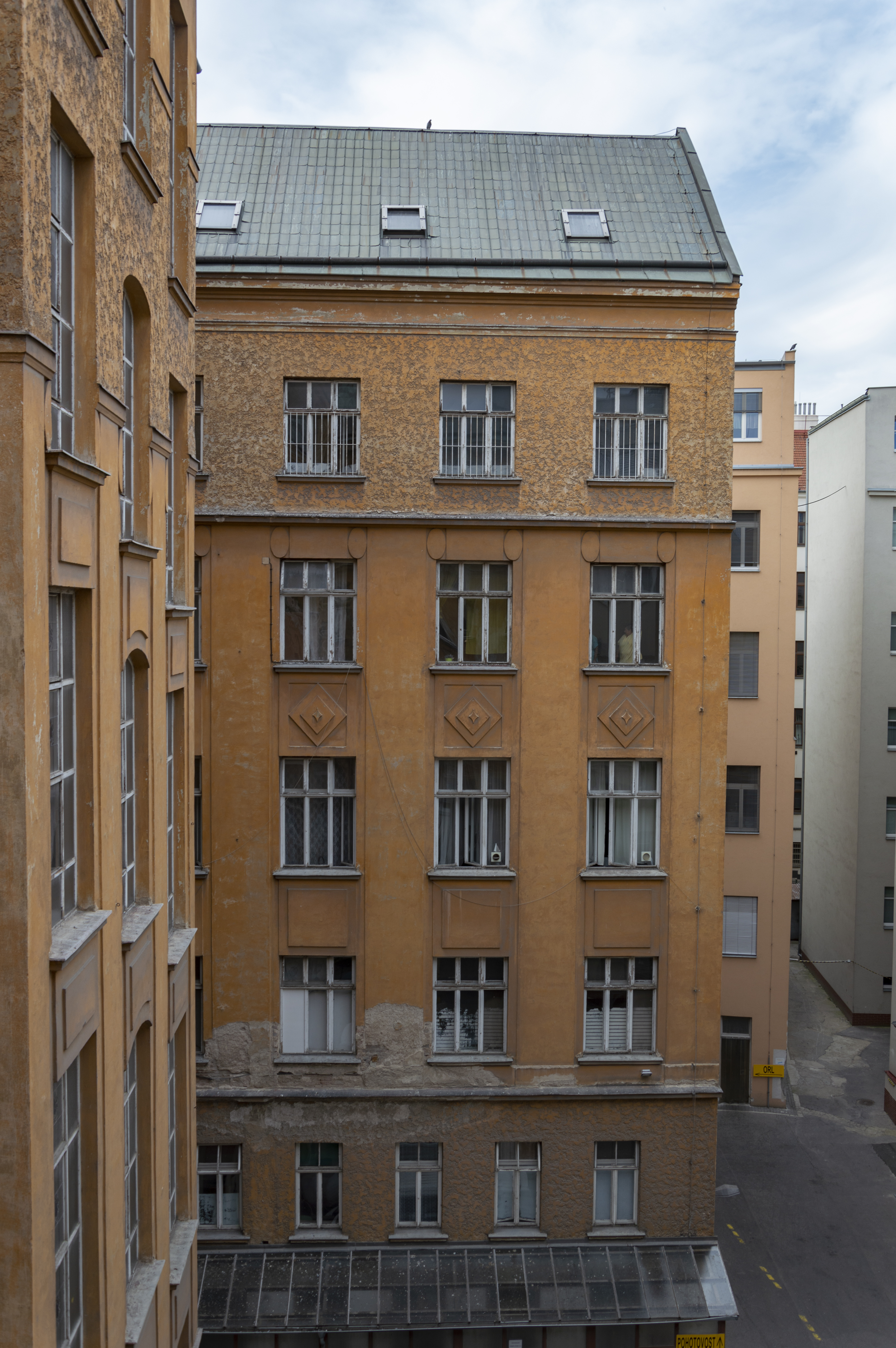
Zadní fasáda bočního křídla
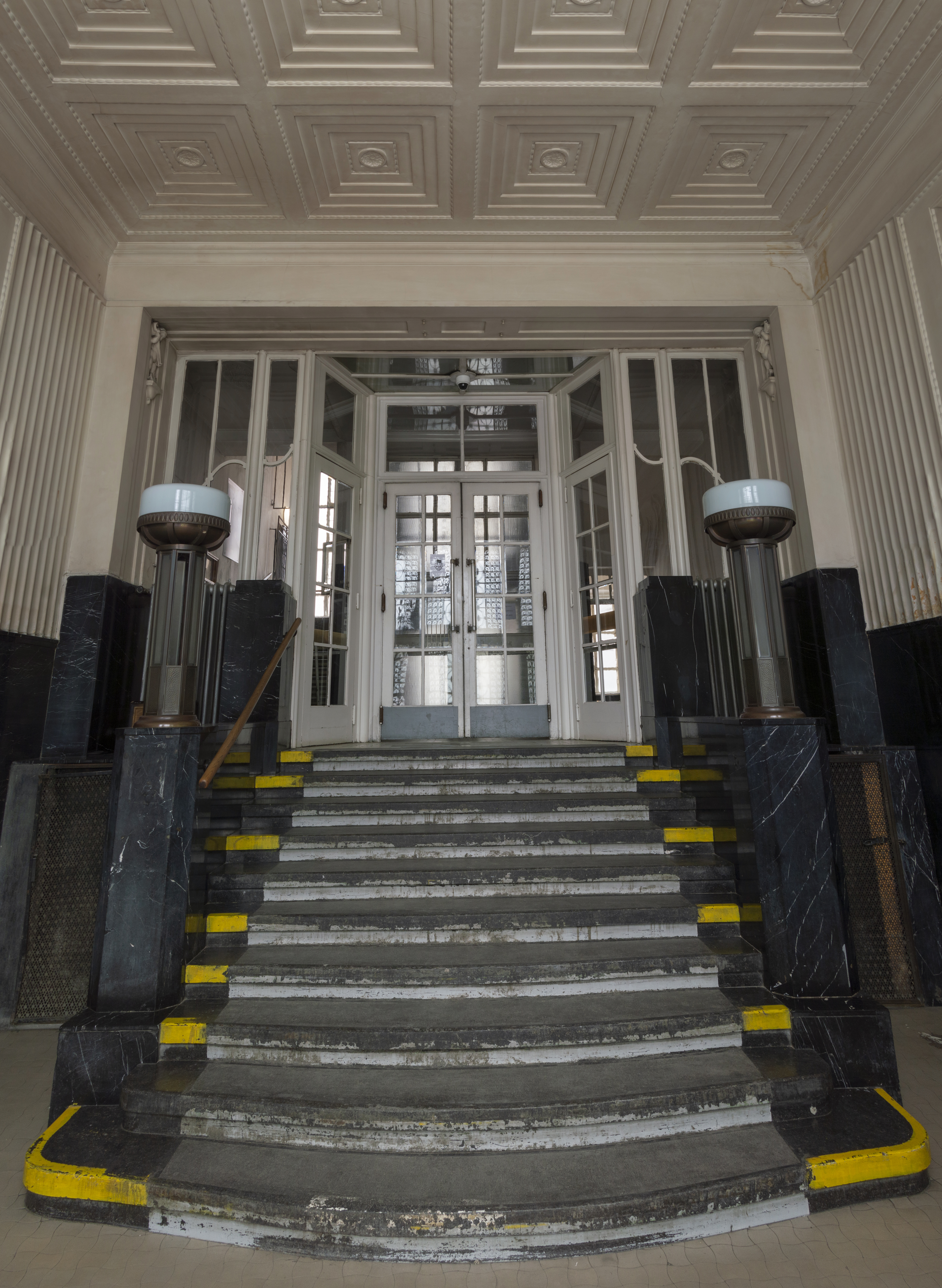
Vstupní schodiště ve vestibulu
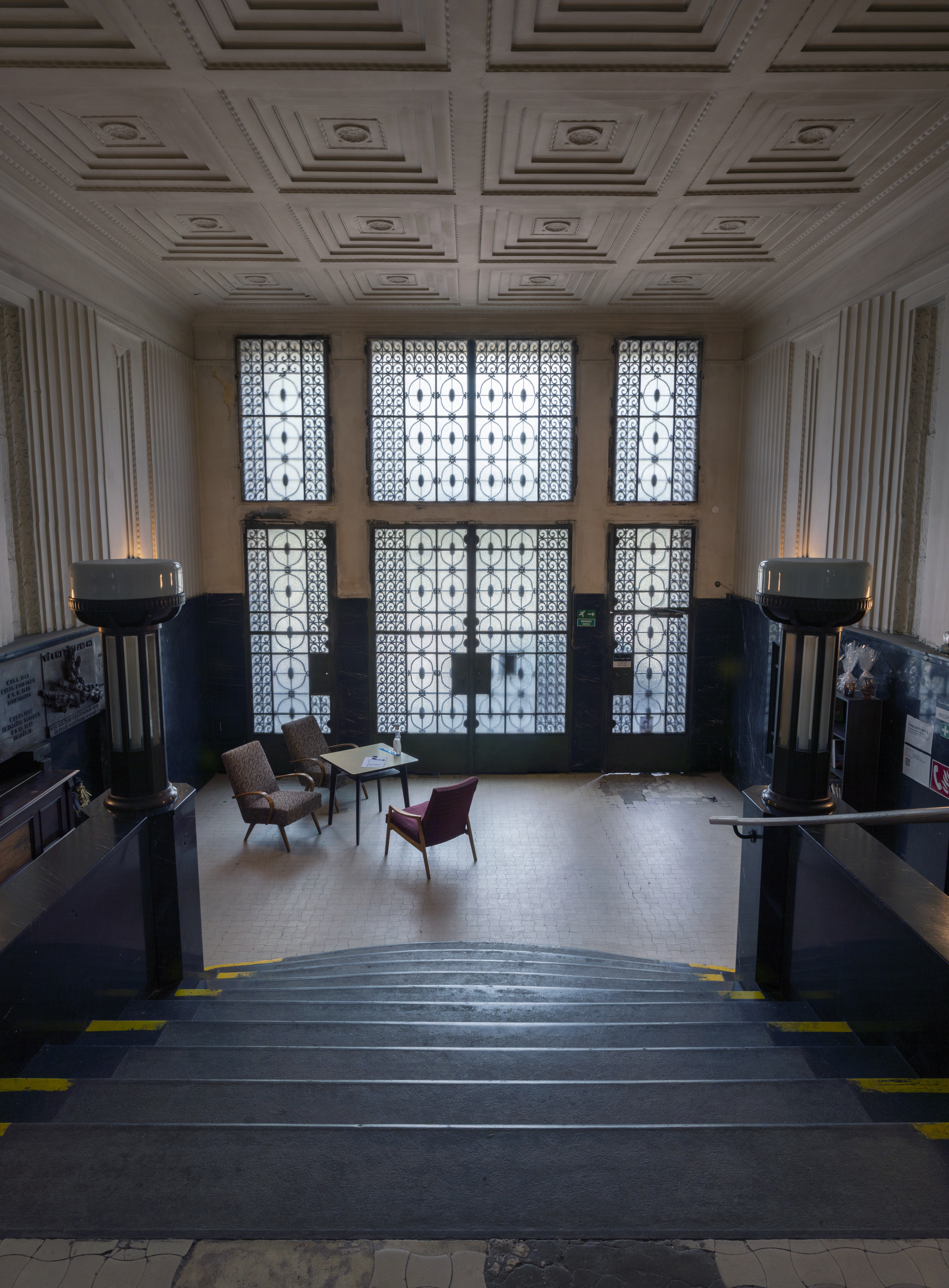
Pohled do vestibulu směrem k ulici
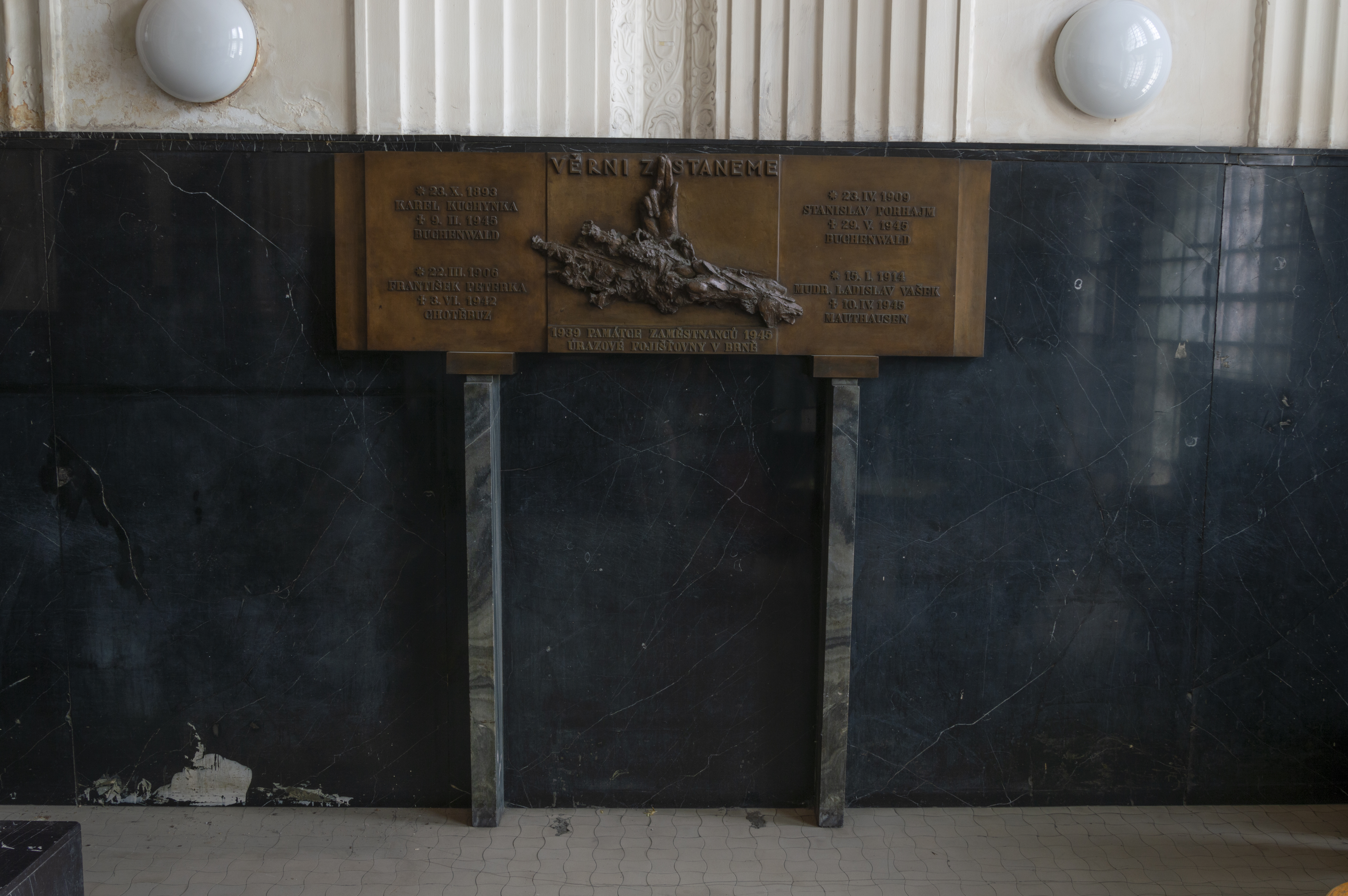
Památník obětem holokaustu od Vincence Makovského
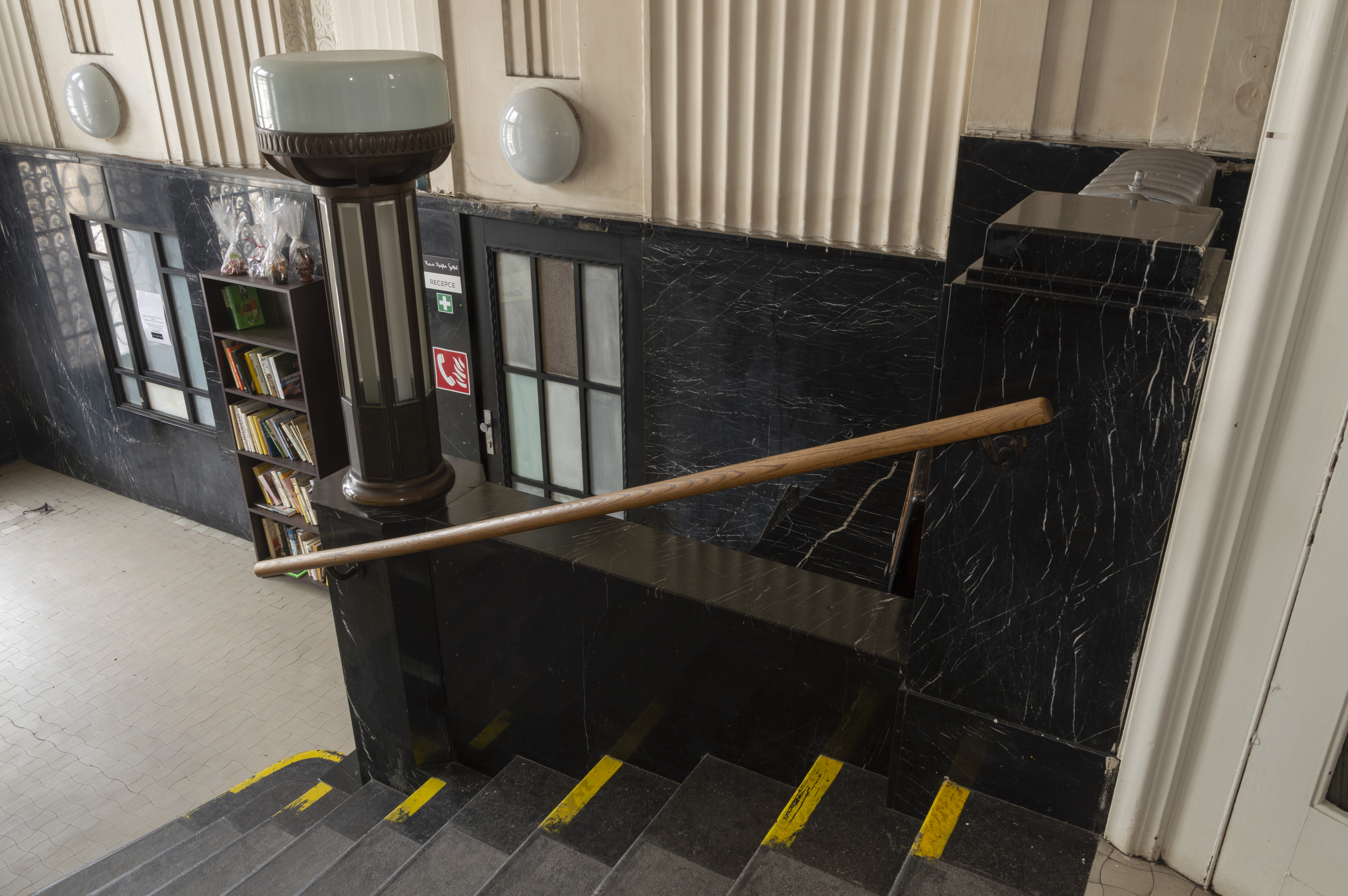
Pohled na vrátnici
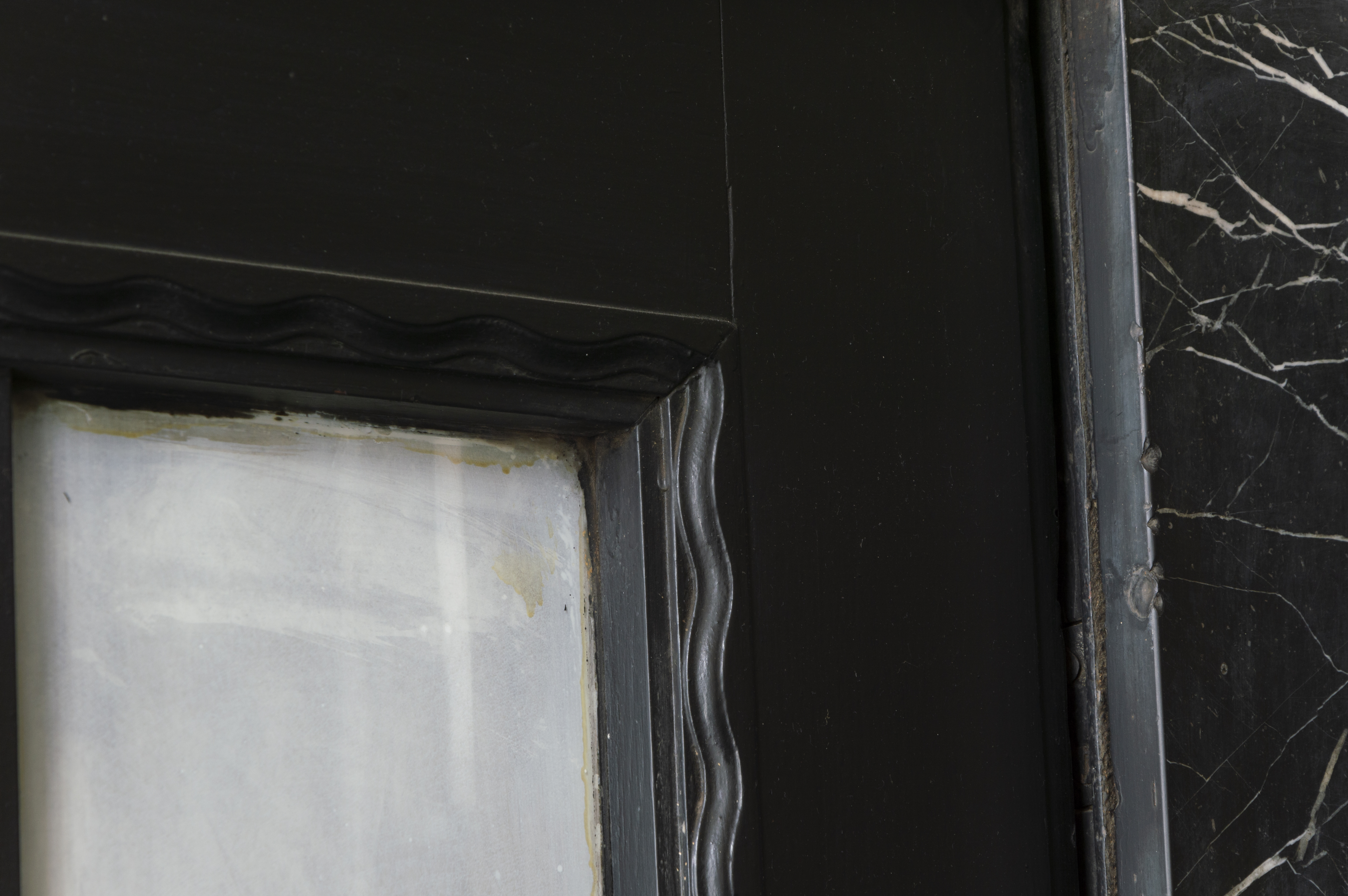
Detail dveří vrátnice s vlnitou lištou
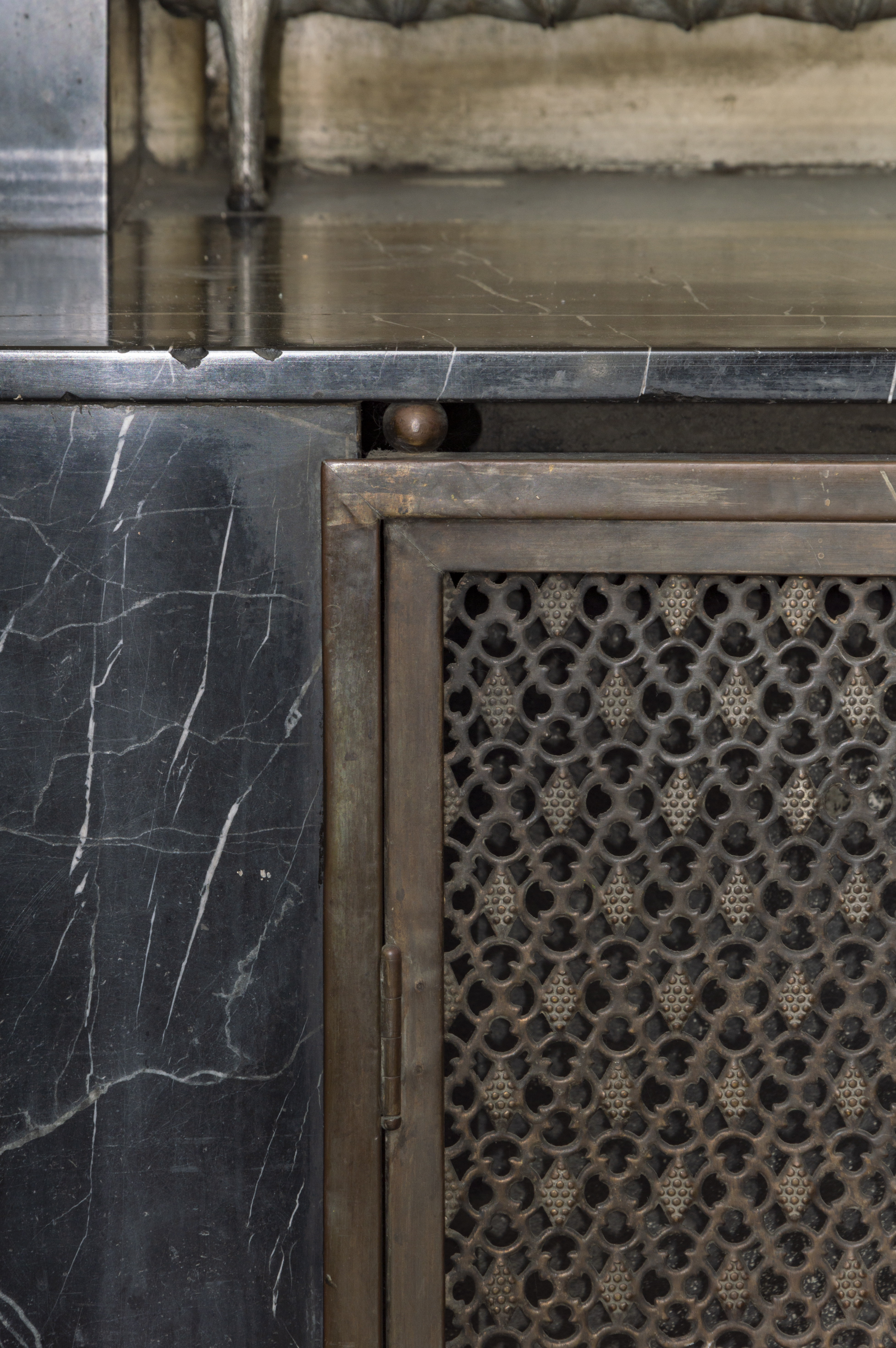
Detail mřížky u schodů
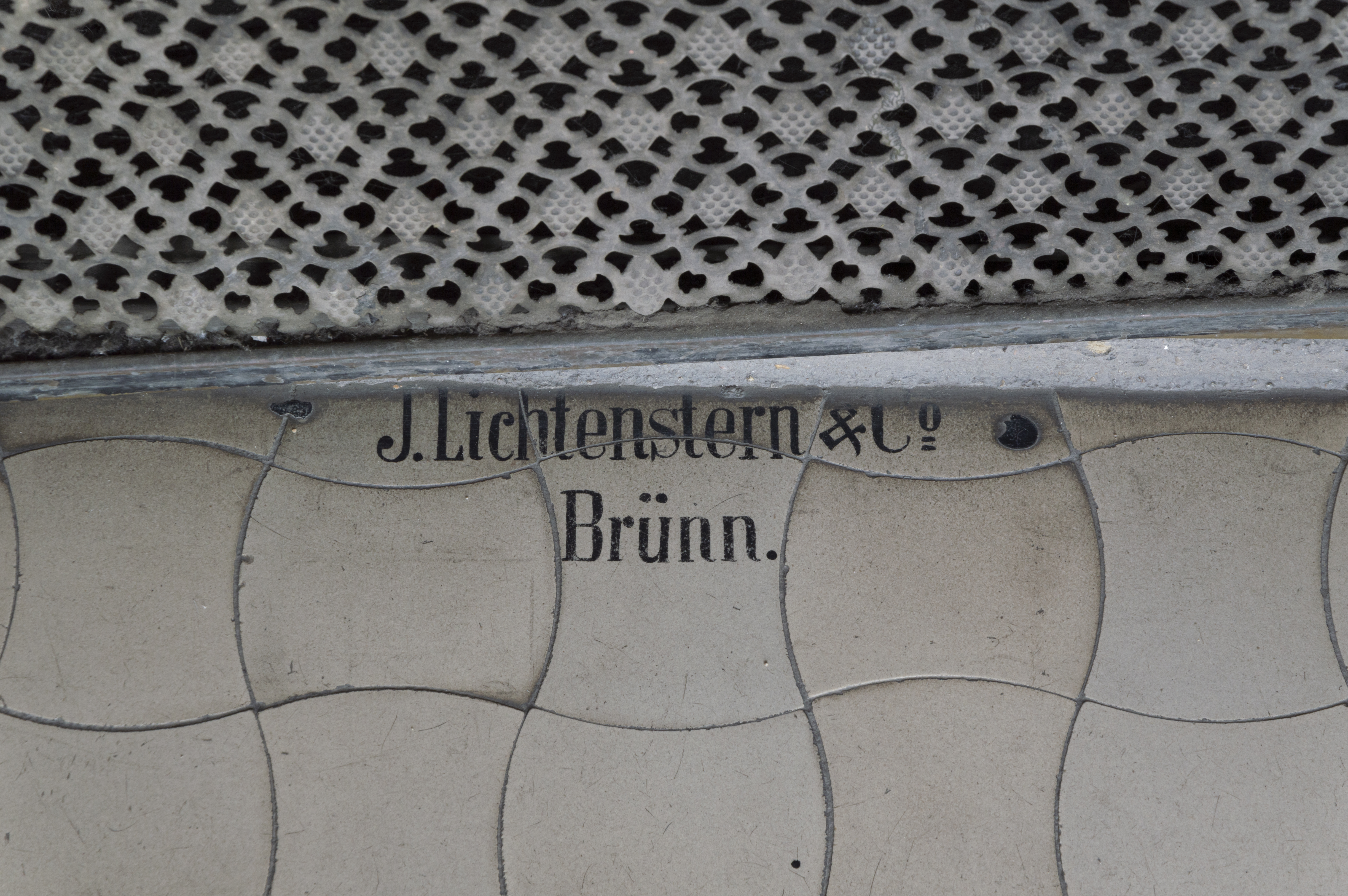
Nápis na dlažbě pod topením
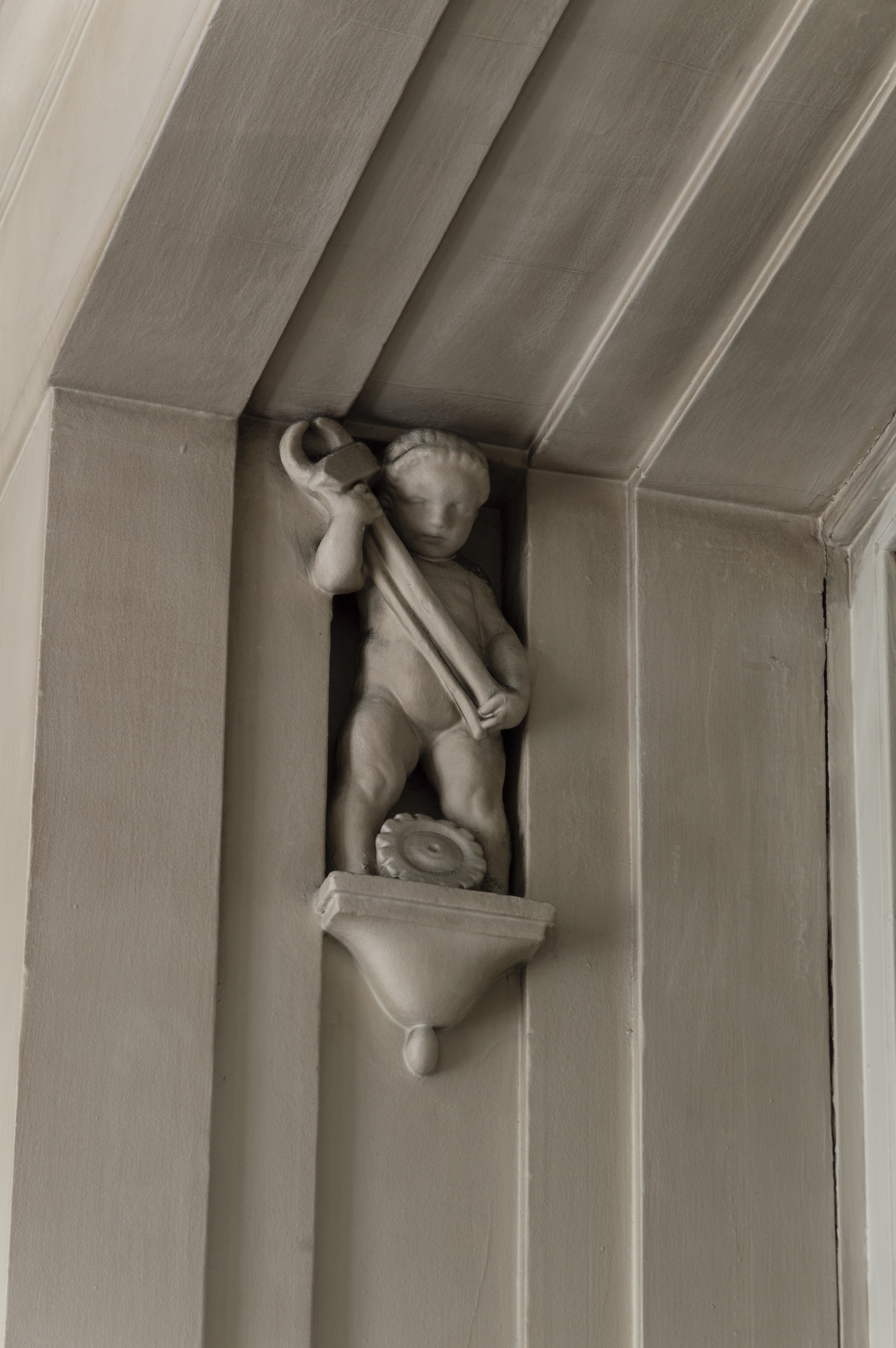
Putto s nářadím a ozubeným kolem
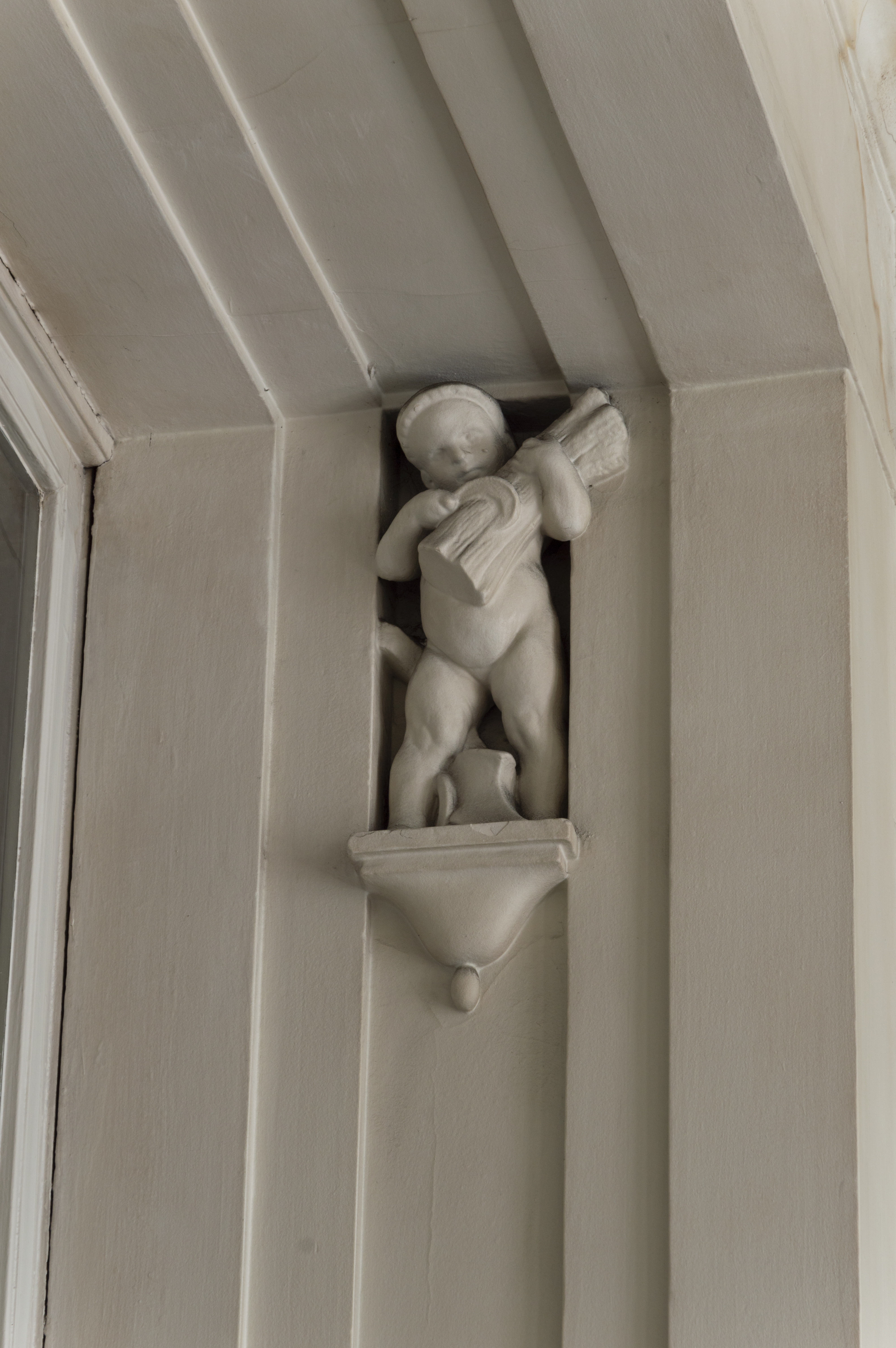
Putto s otýpkou a srpem
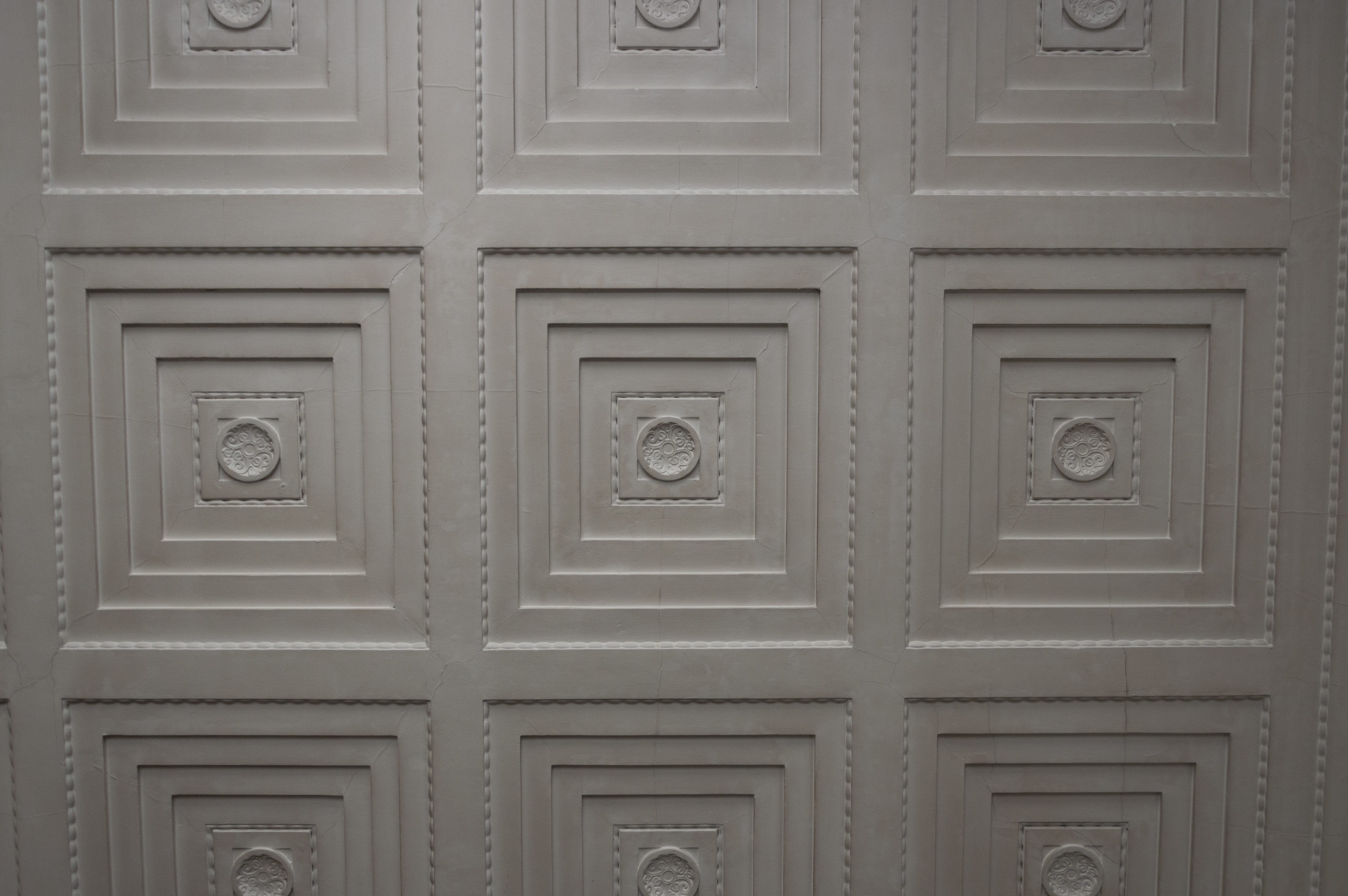
Kazetový strop vestibulu
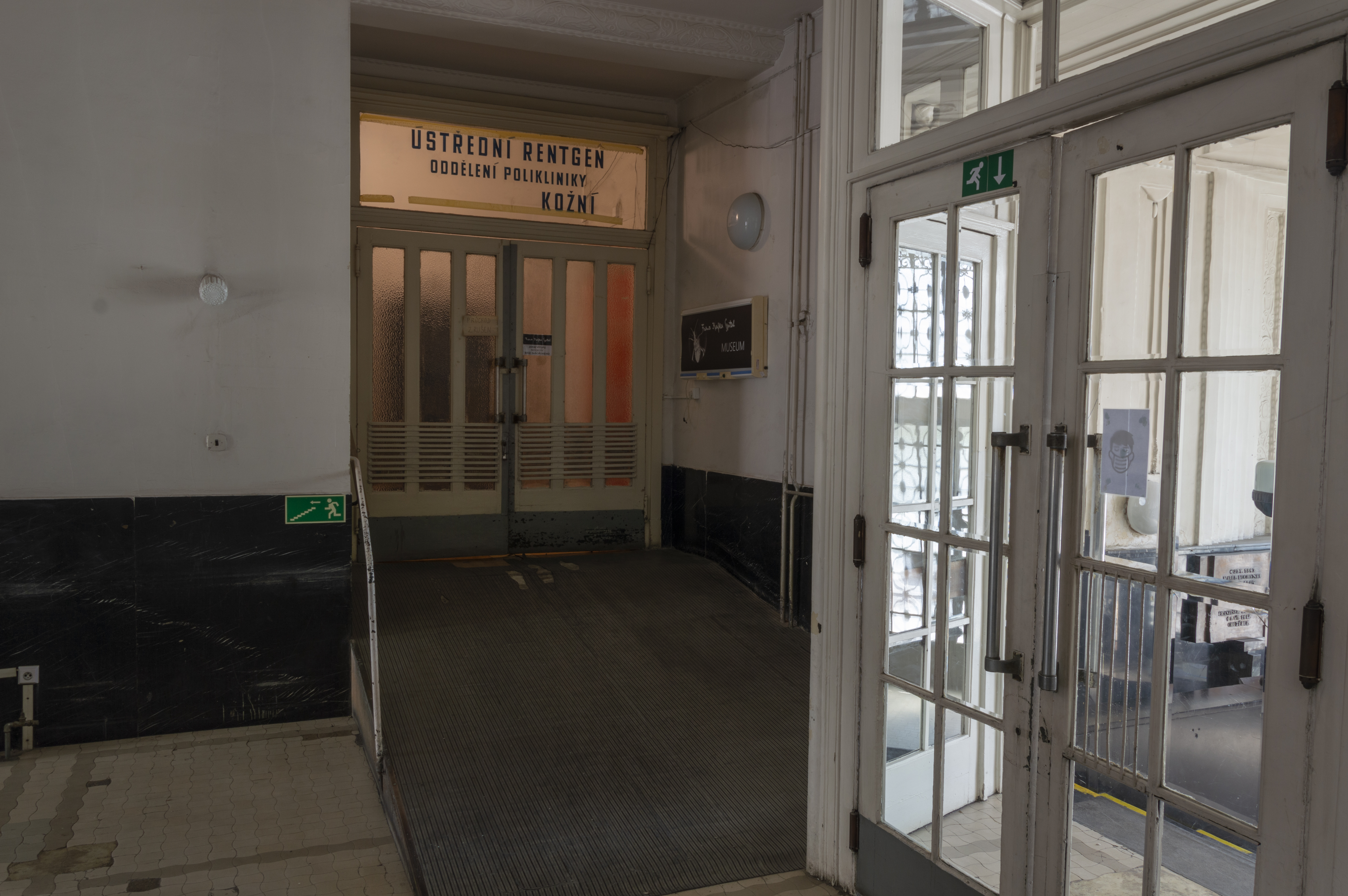
Vstupní chodba za přepážkou oddělující vestibul
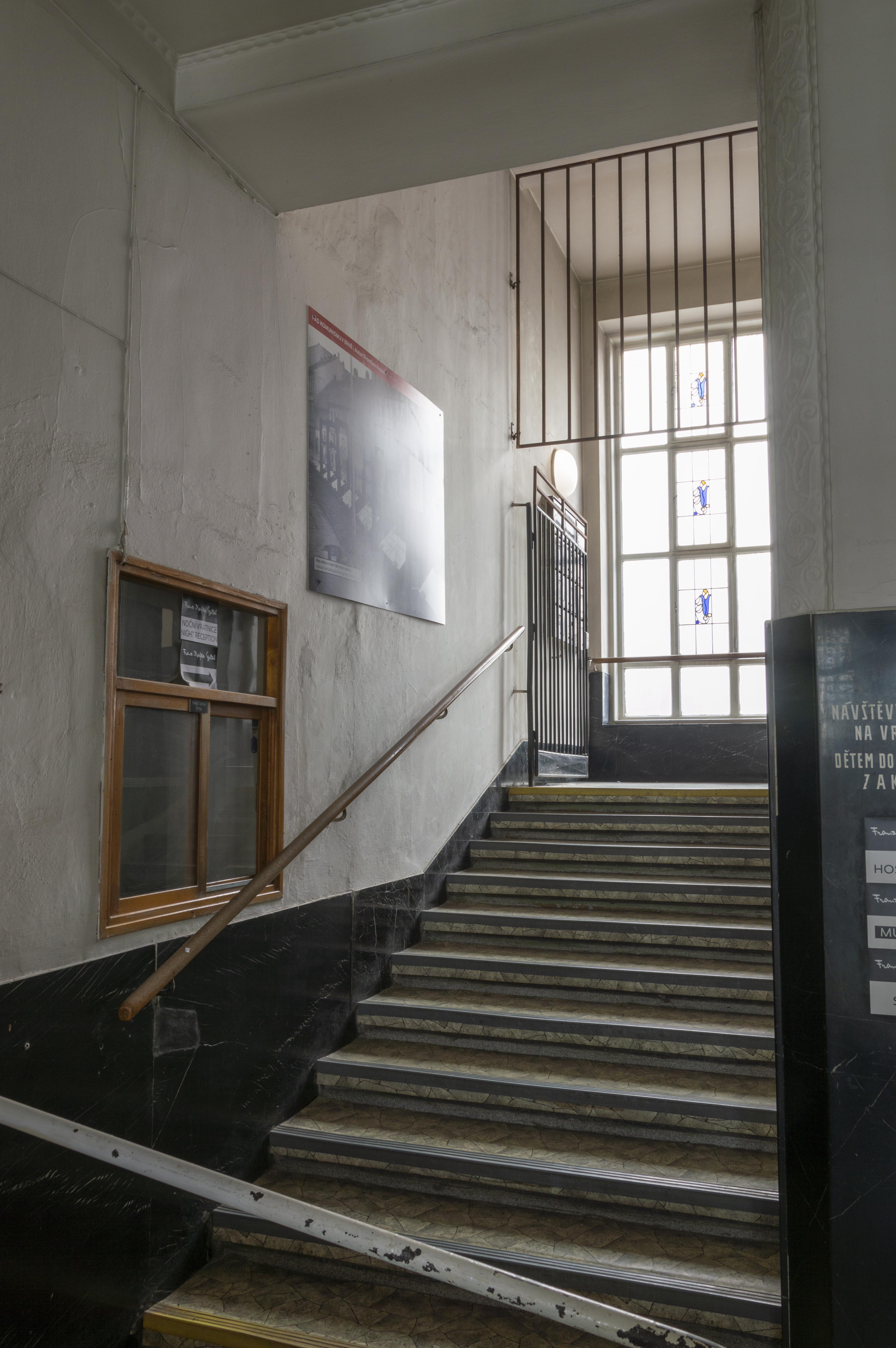
Schodiště s oknem vrátnice
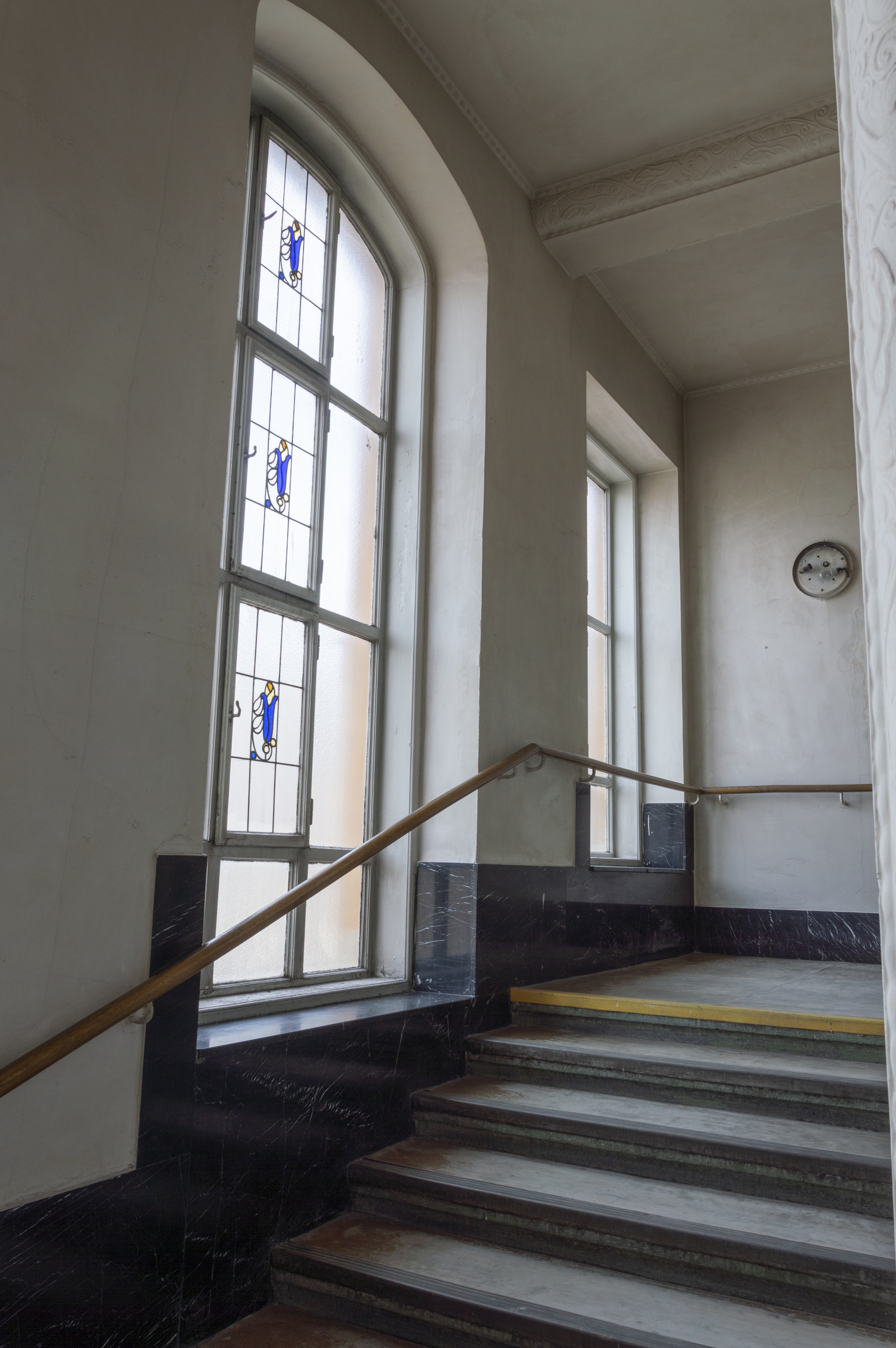
Okna schodiště
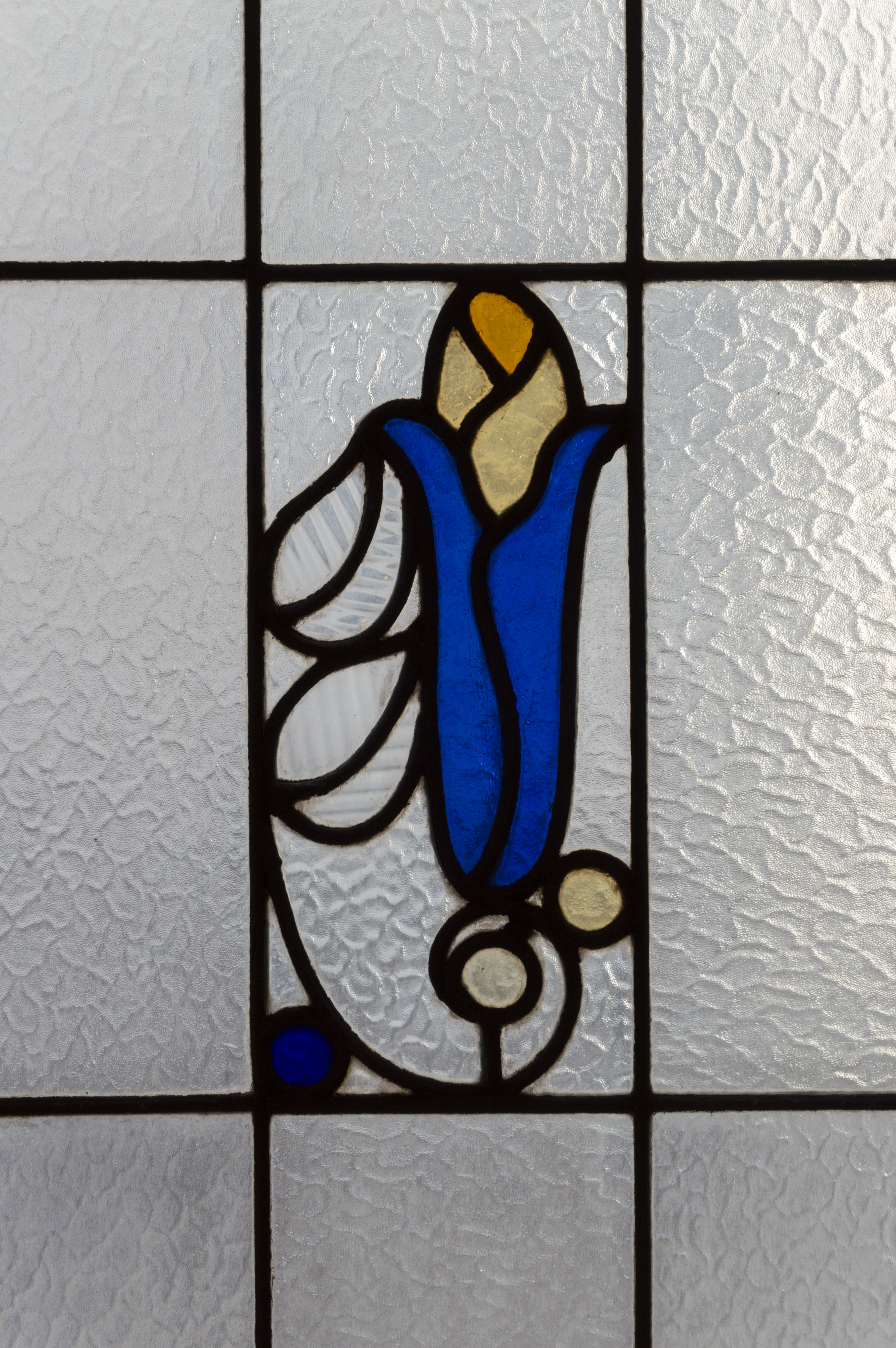
Detail vitraje na oknech schodiště, první typ
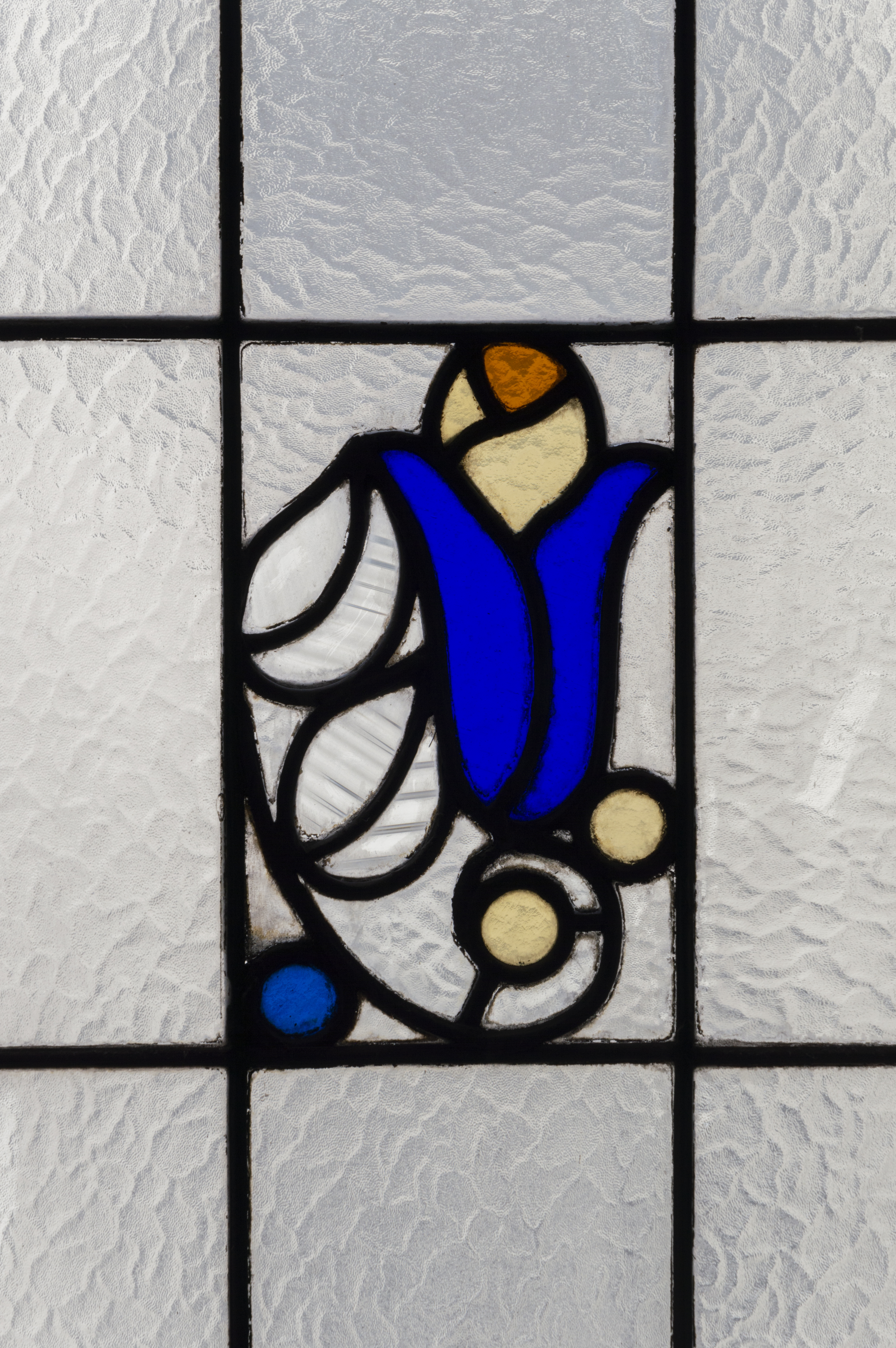
Detail vitraje na oknech schodiště, druhý typ
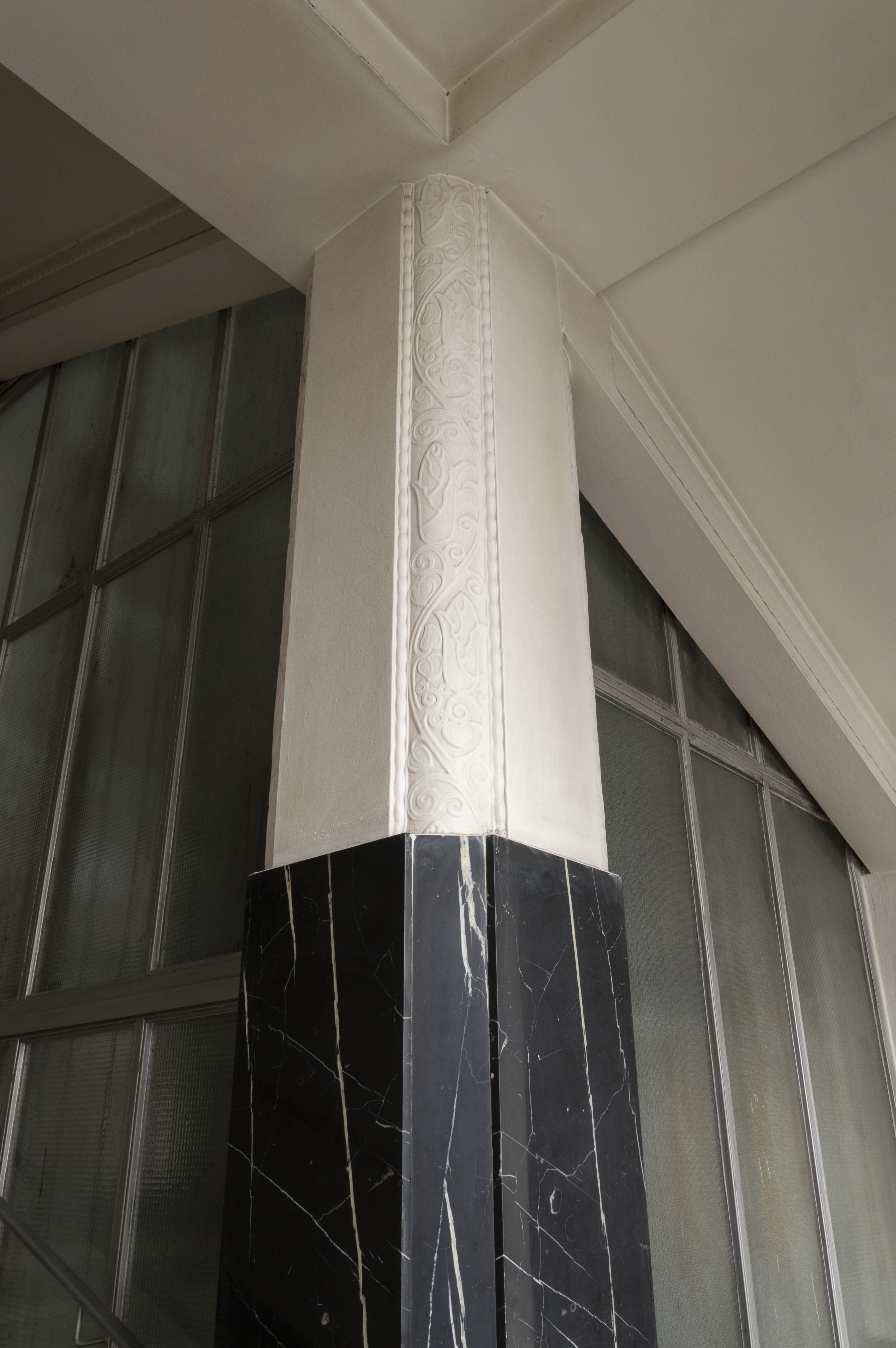
Zdobení pilířů na schodišti florálním dekorem a mramorem
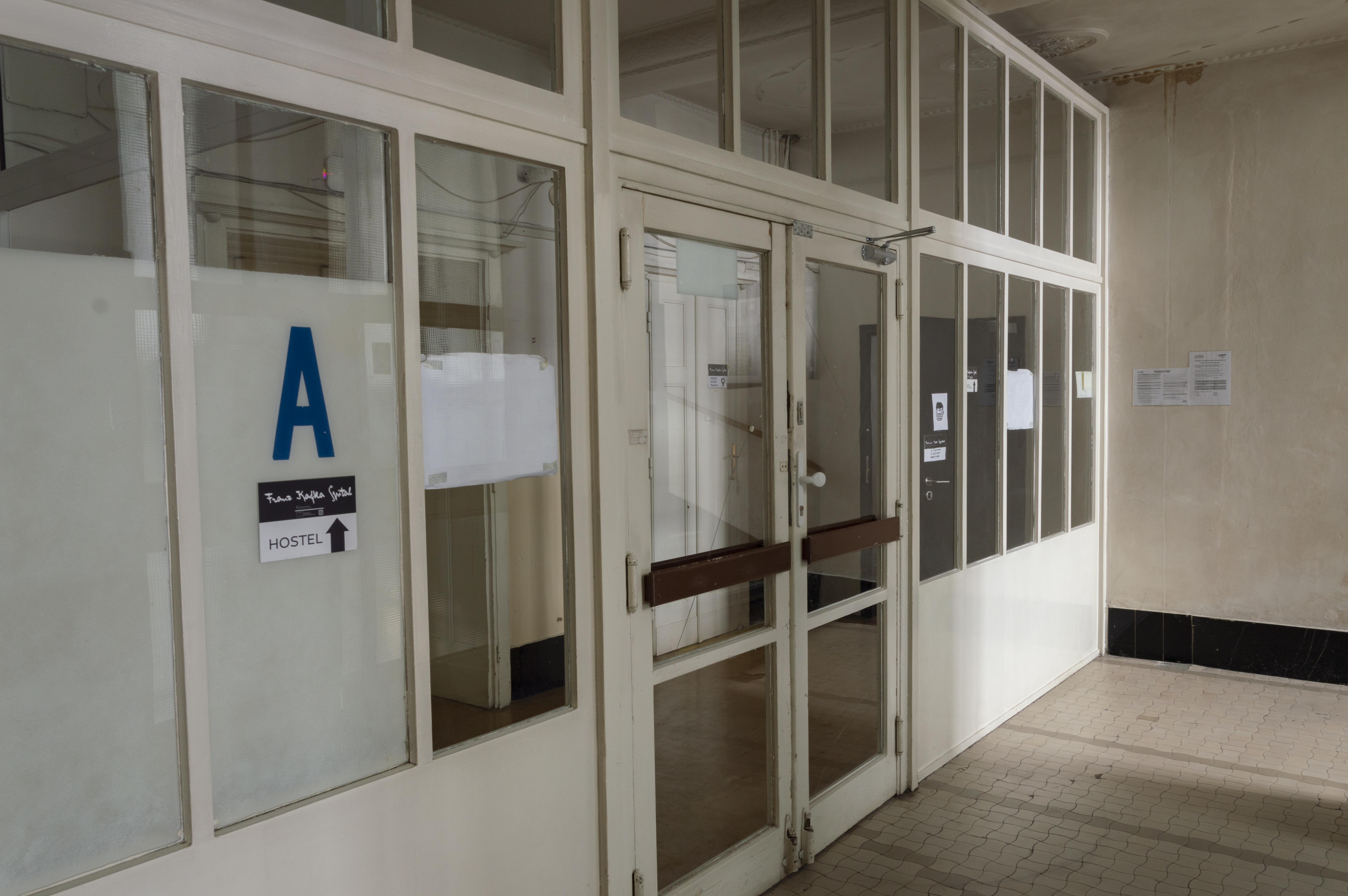
Přepážka rozdělující chodbu při schodišti
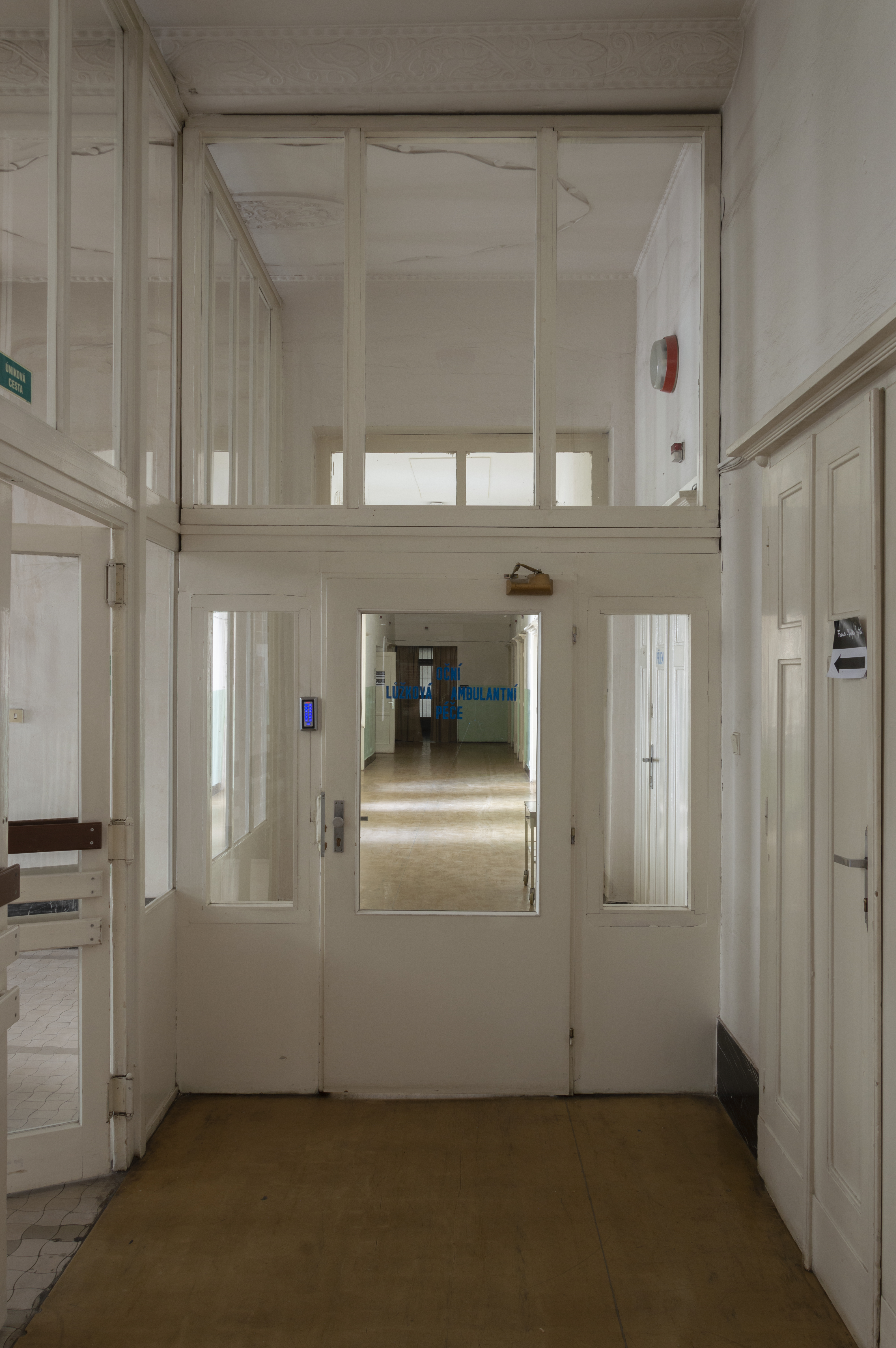
Přepážka oddělující chodbu křídla
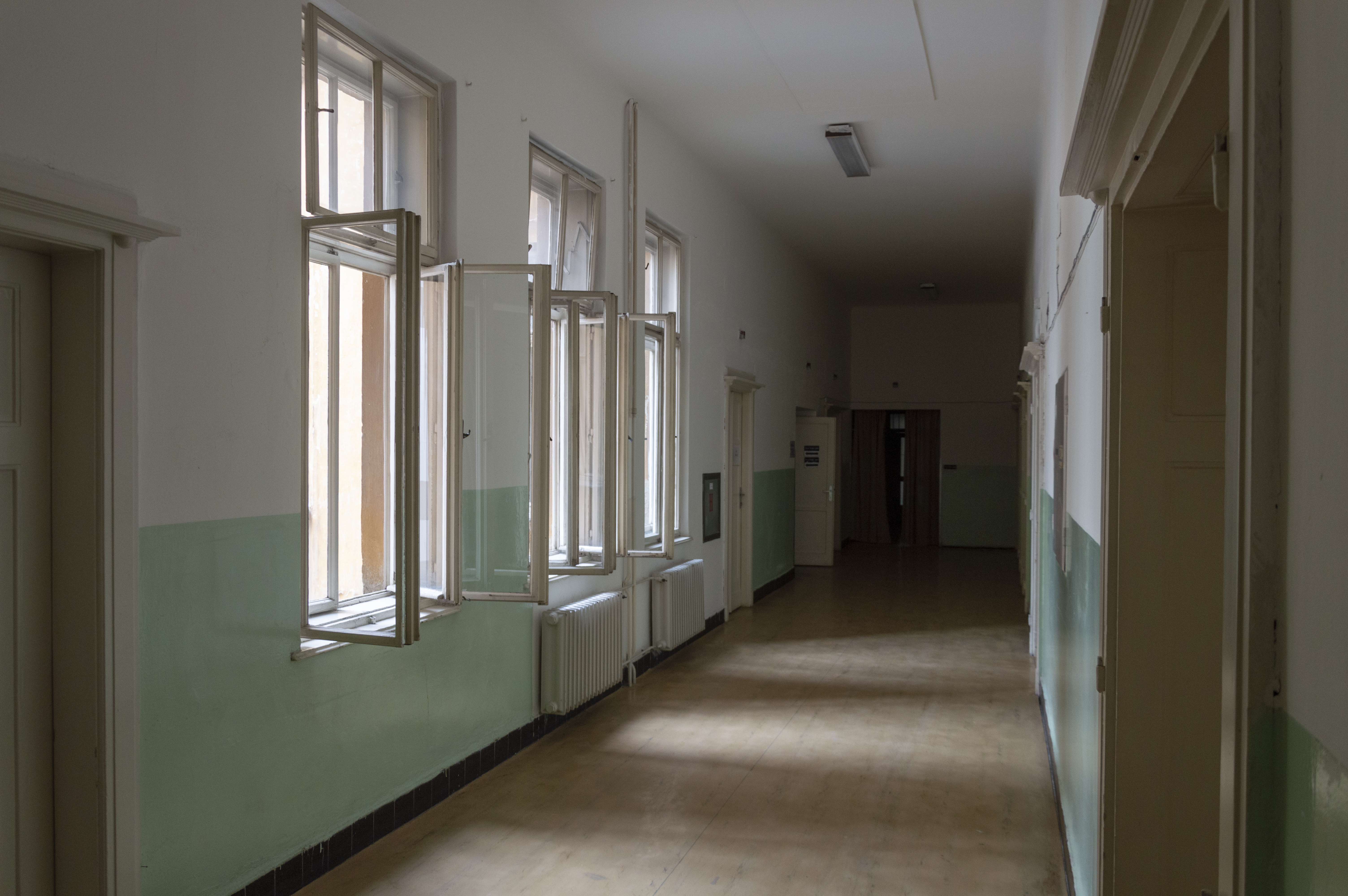
Chodba v křídle
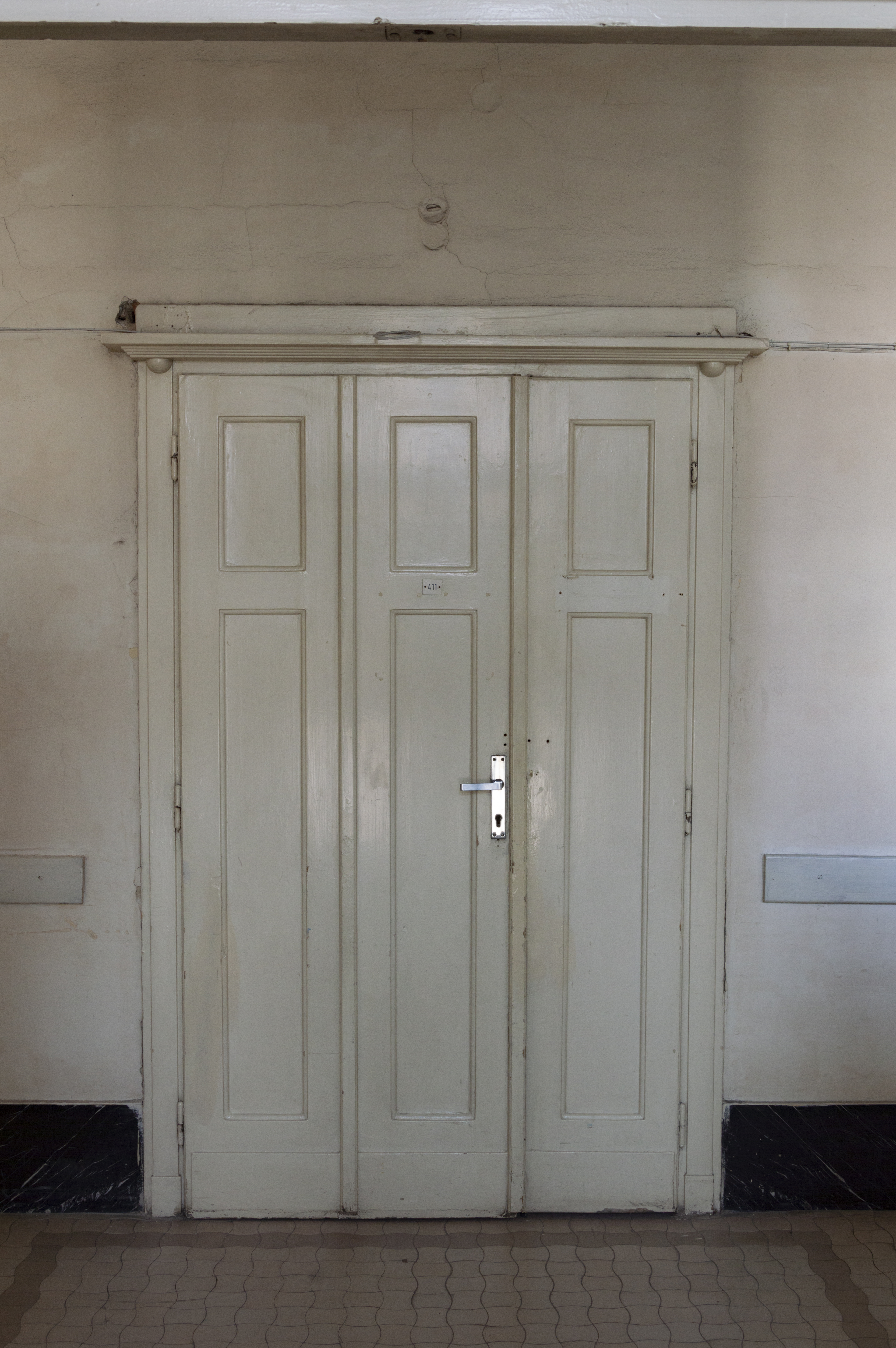
Dveře dvojkřídlé
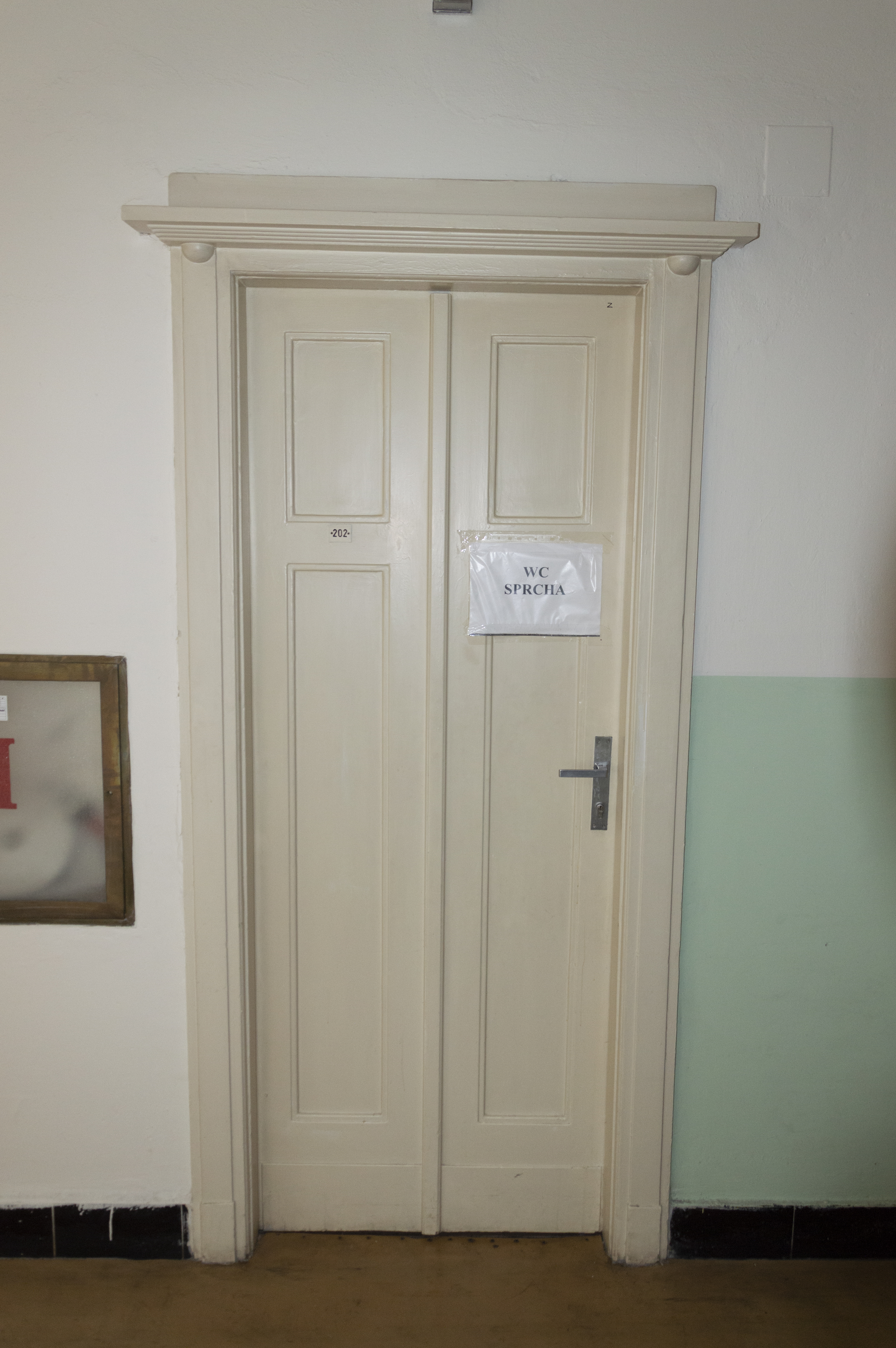
Dveře jednokřídlé
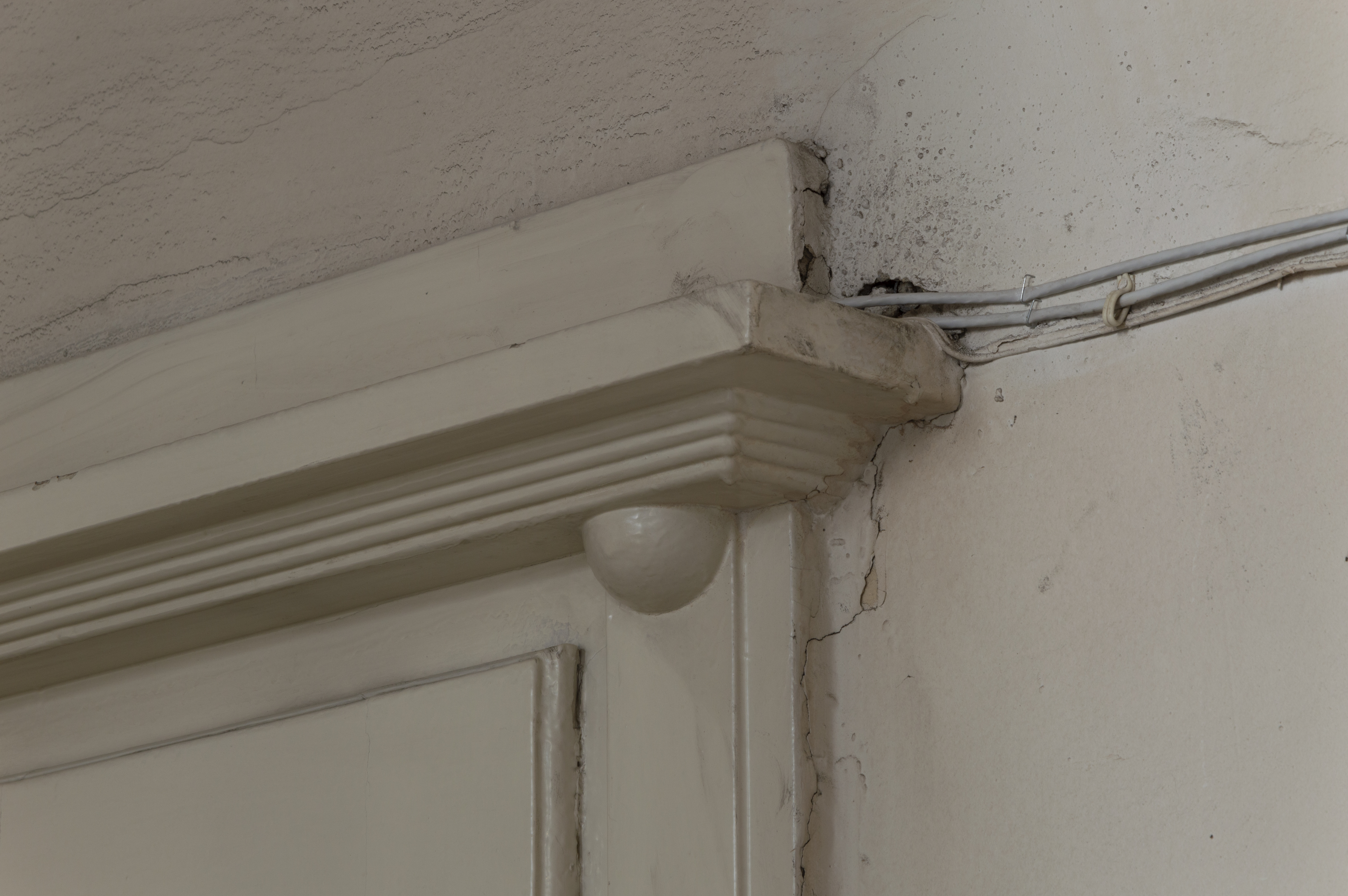
Detail římsy dveří
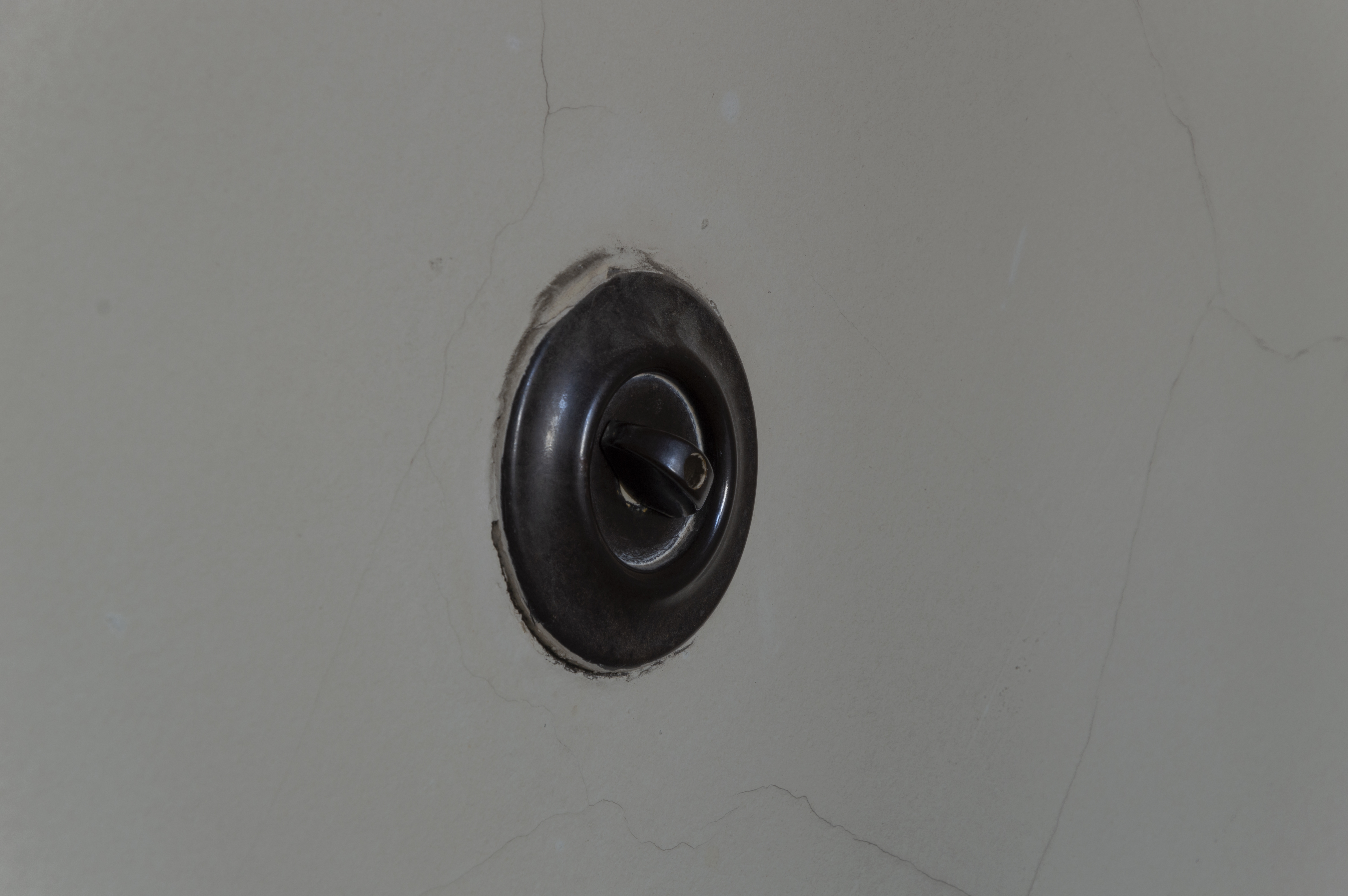
Bakelitový vypínač světla
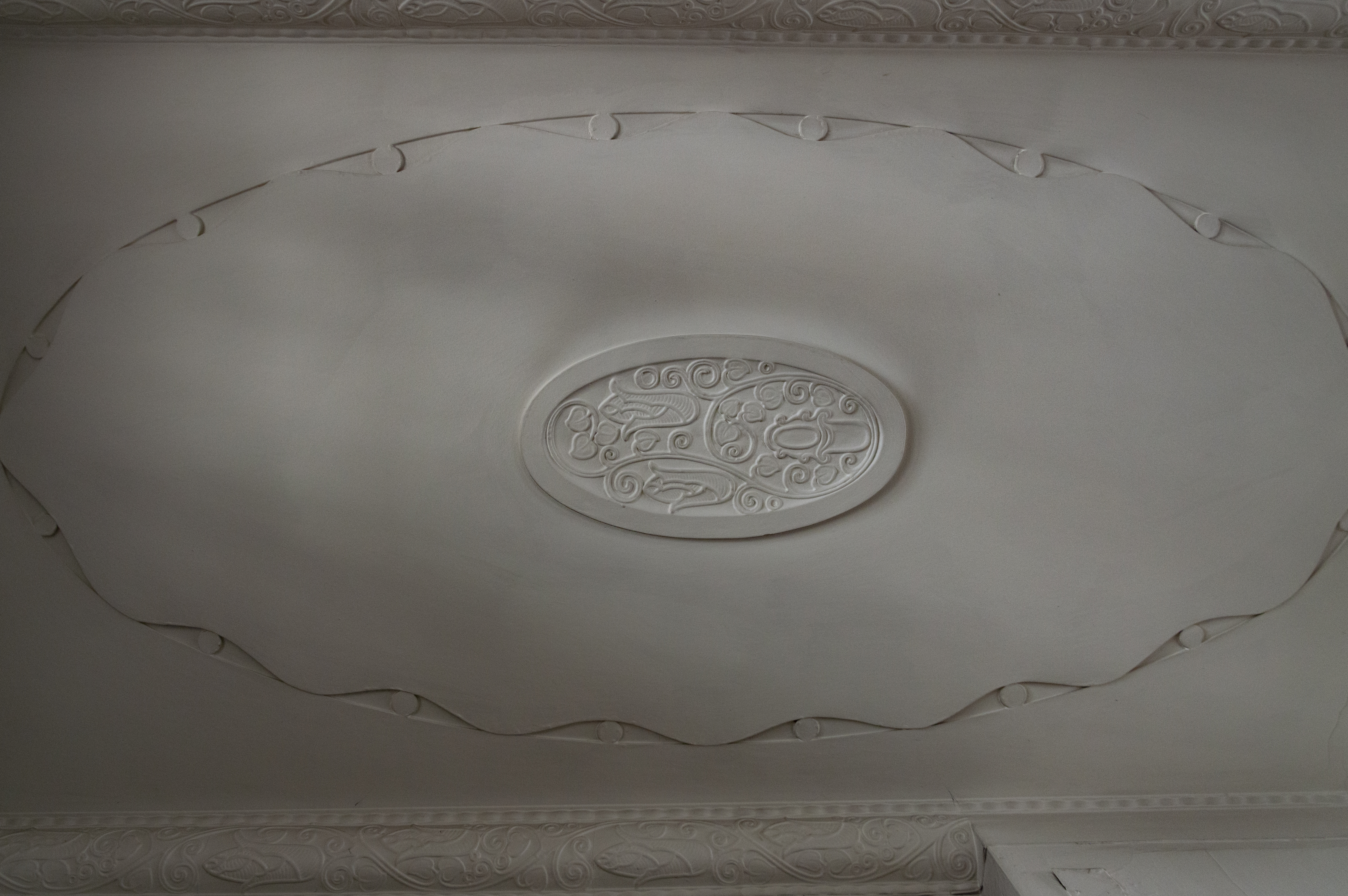
Štuková výzdoba stropu
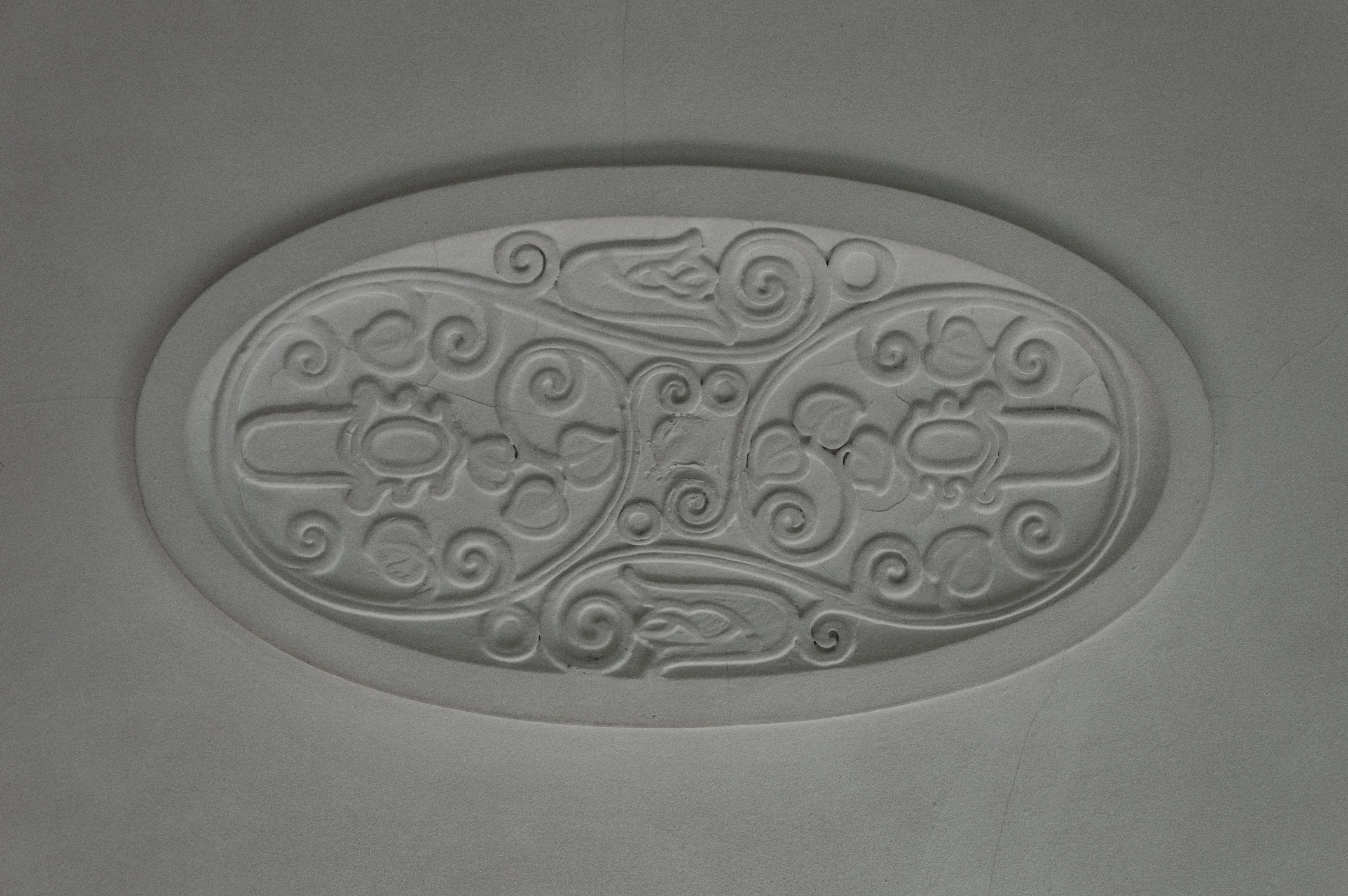
Detail výzdoby s florálním dekorem
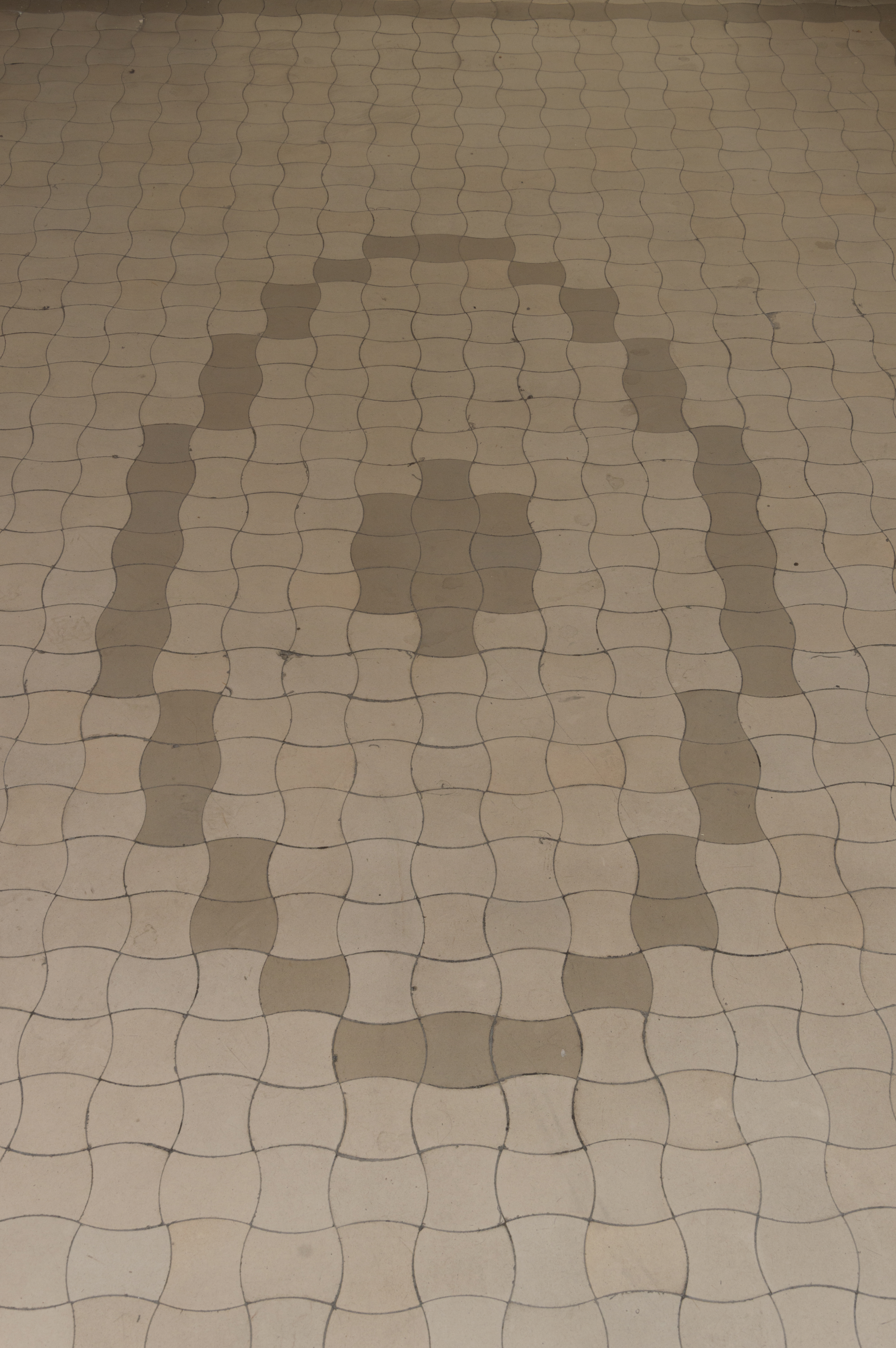
Dlažba korespondující se stropním štukem
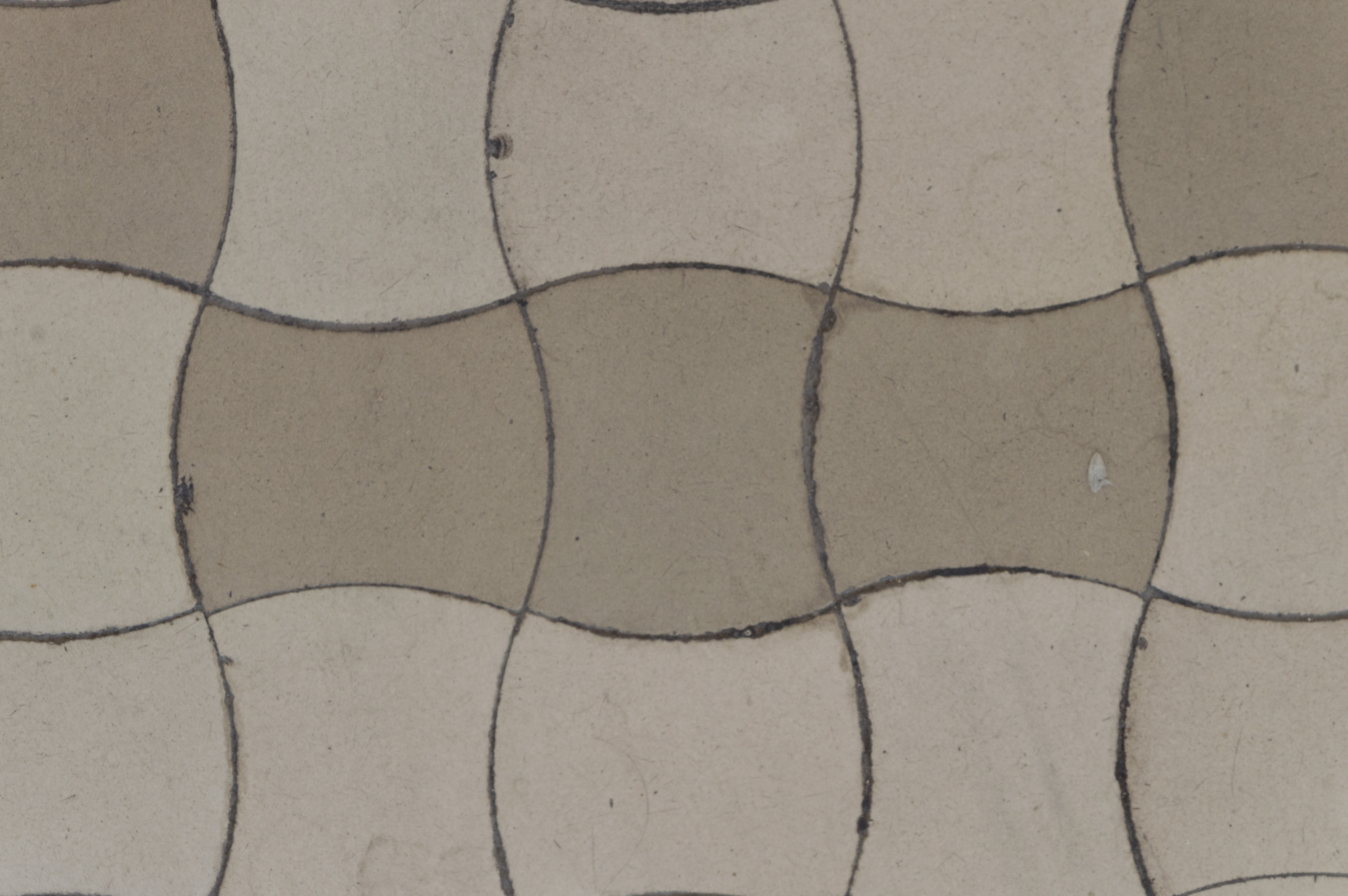
Detail podlahy s dvěma typy dlaždic
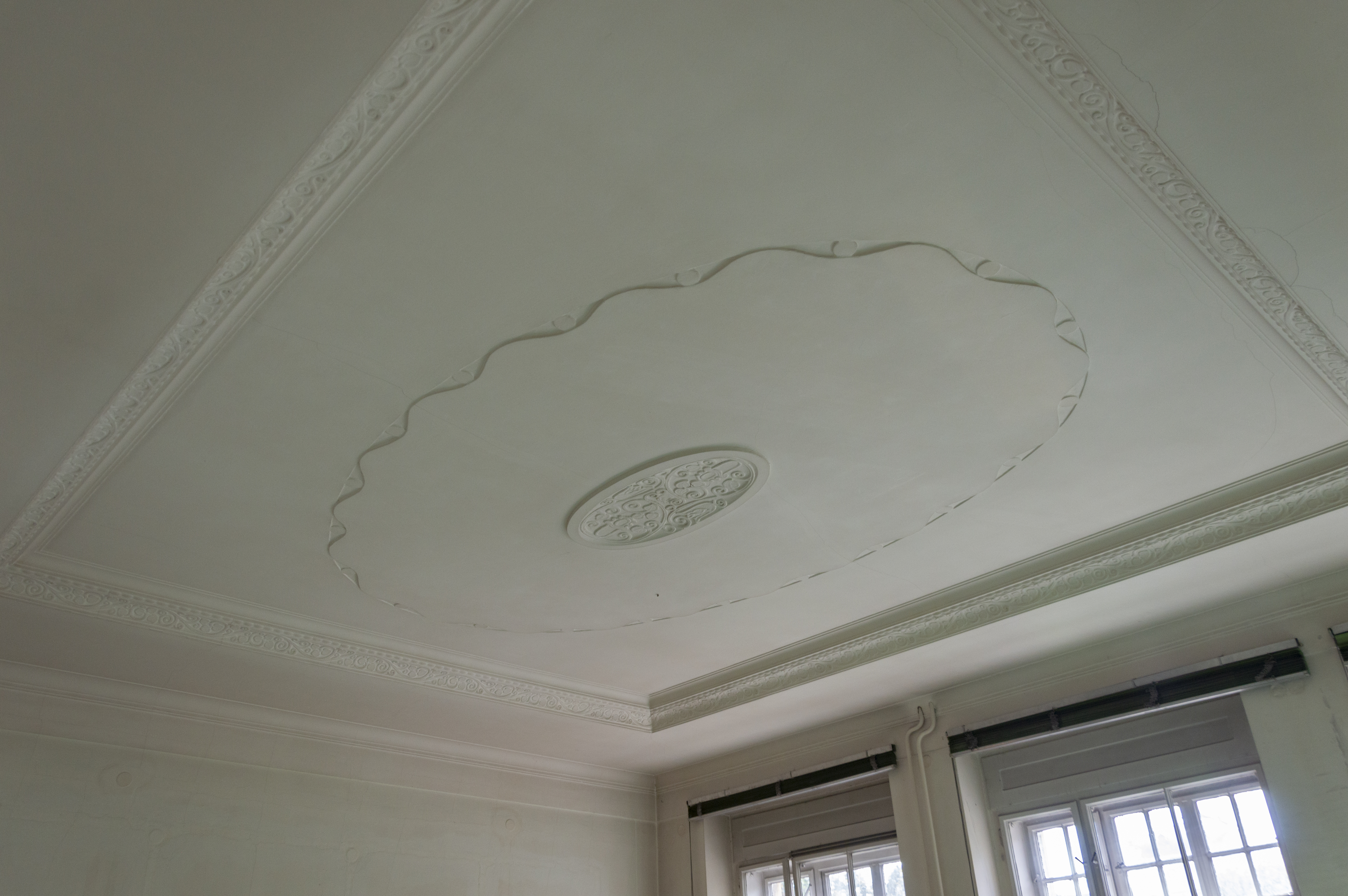
Zdobení stropu v bývalých kancelářích
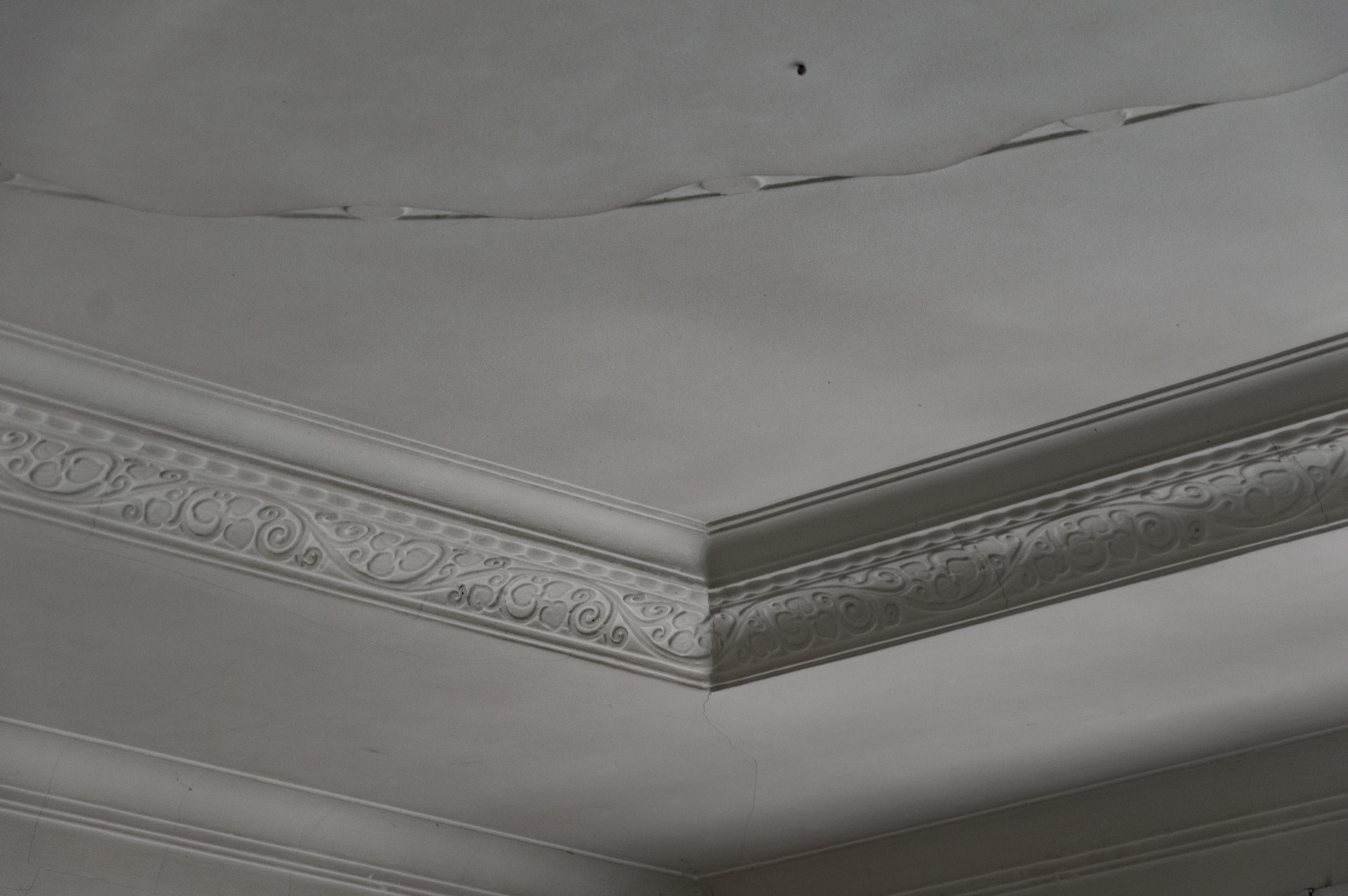
Detail zdobení stropu
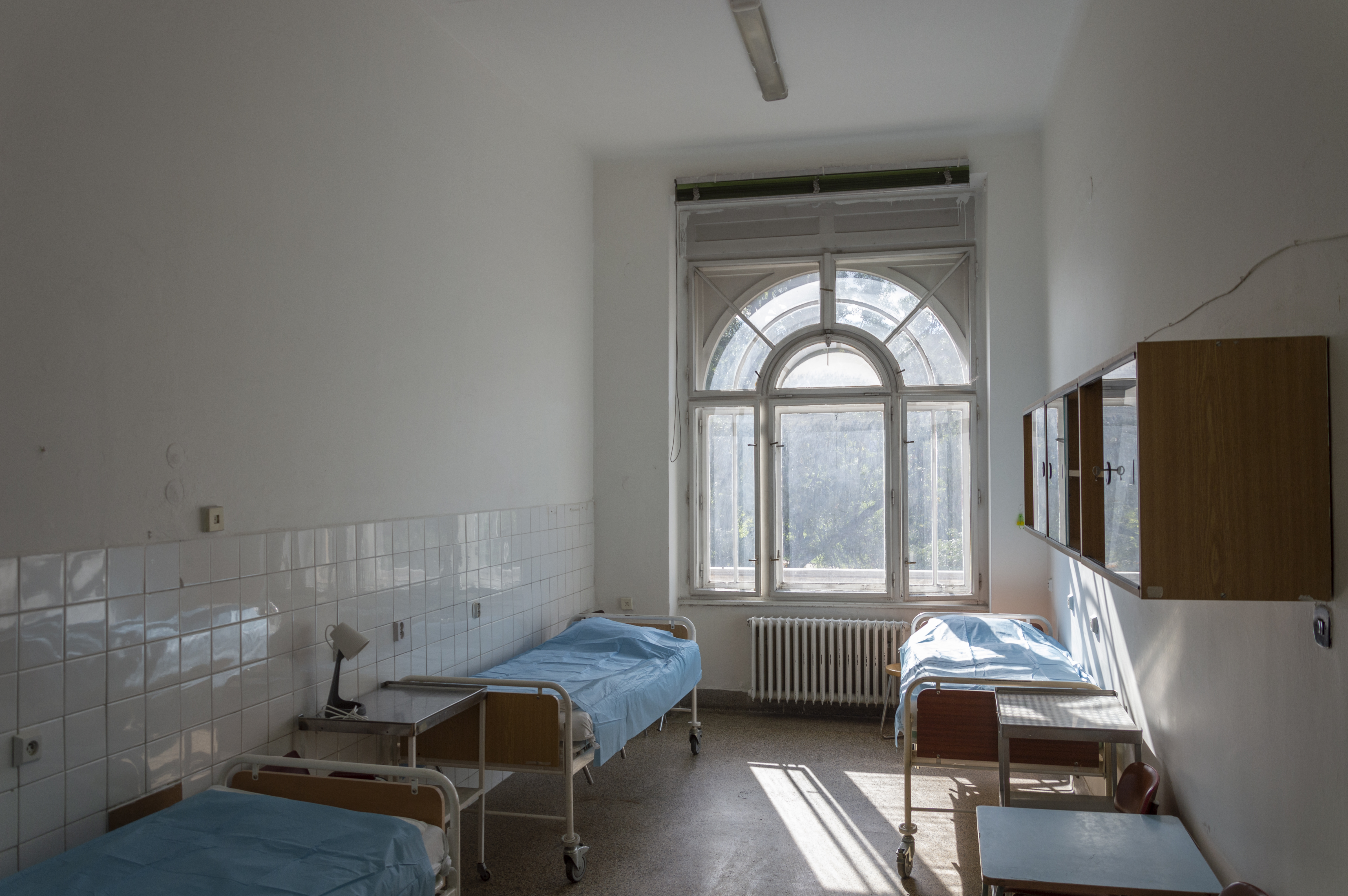
Lůžkový pokoj
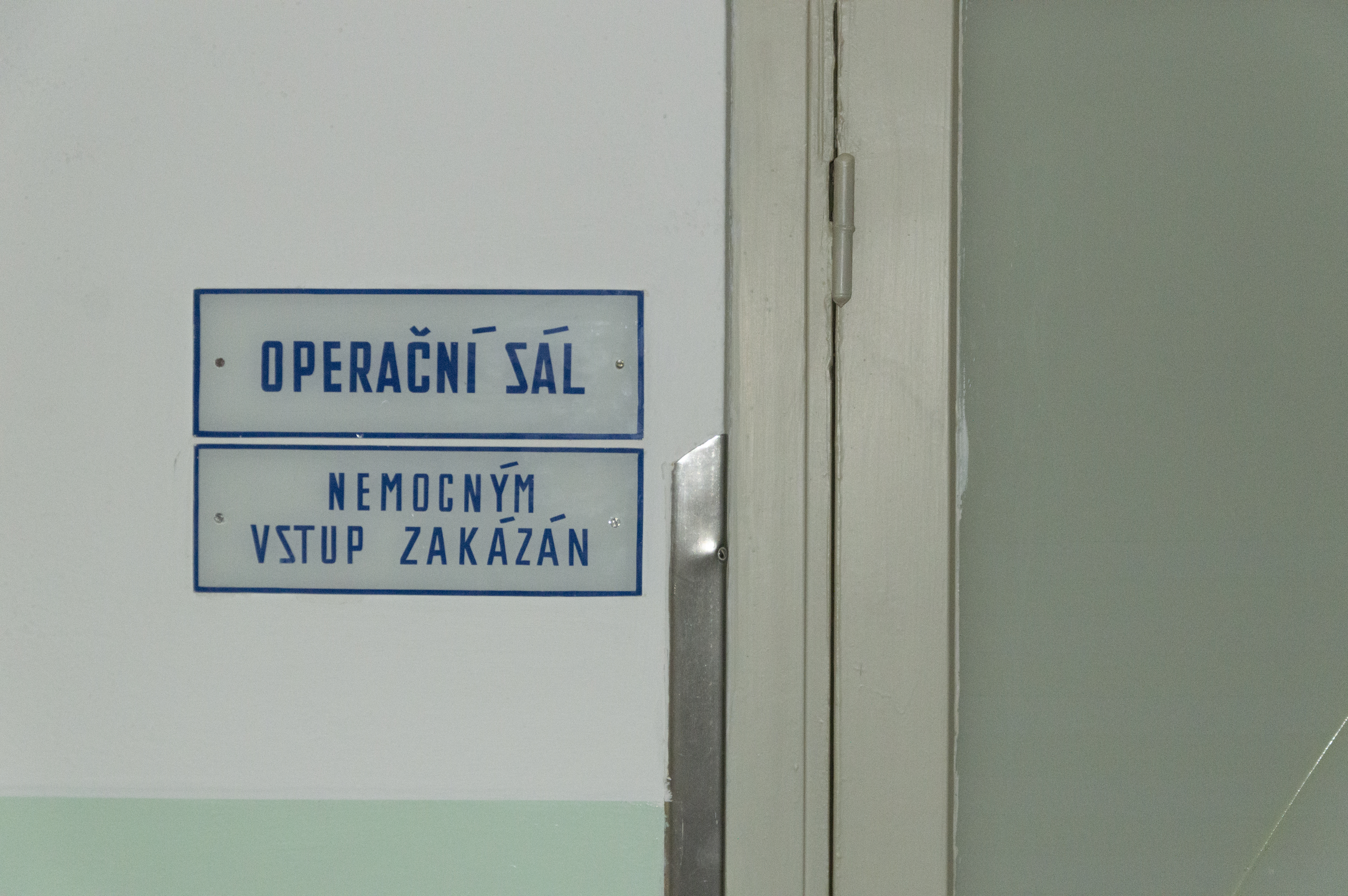
Cedule s nápisy
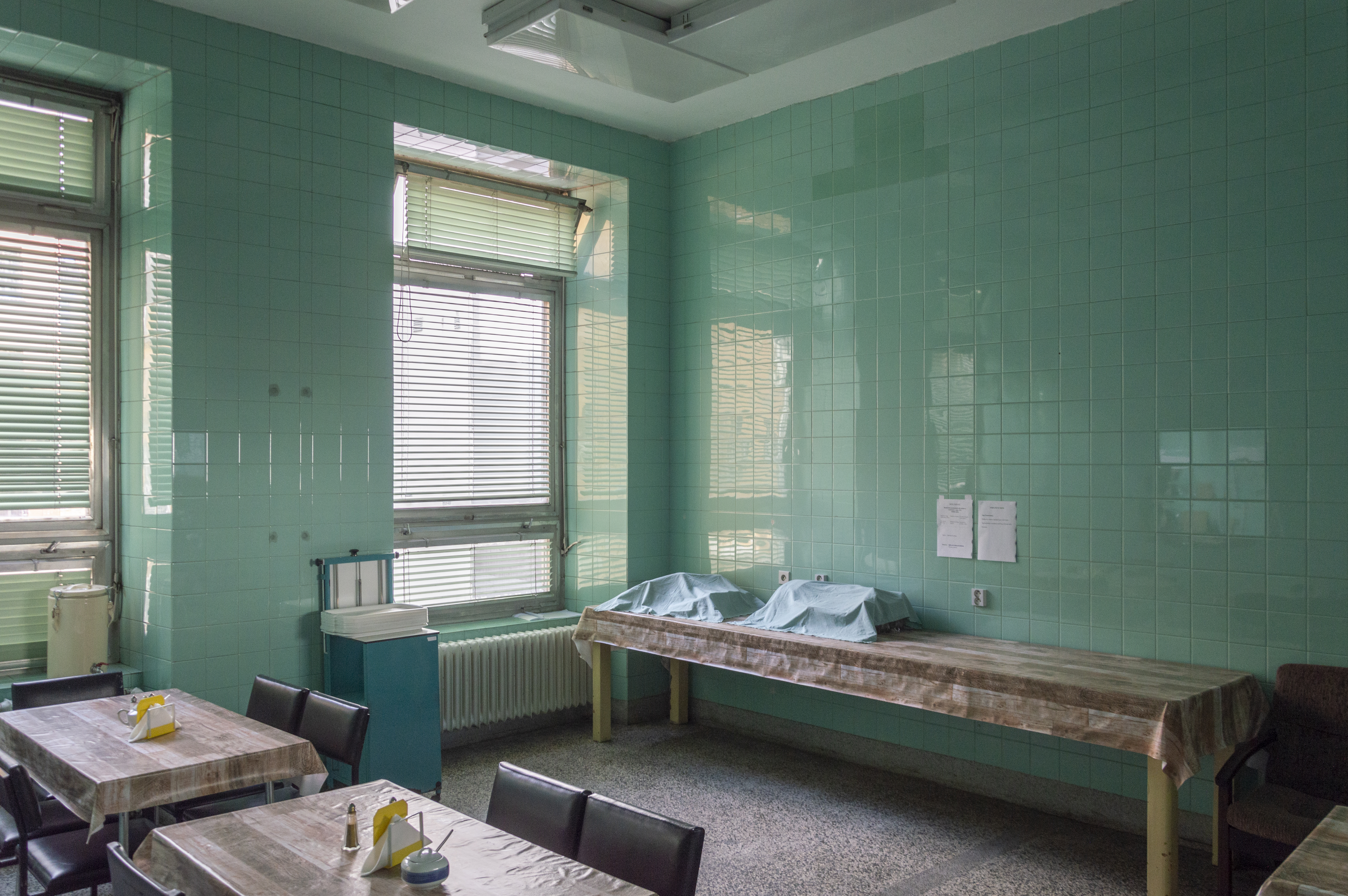
Bývalý operační sál, dnes jídelna
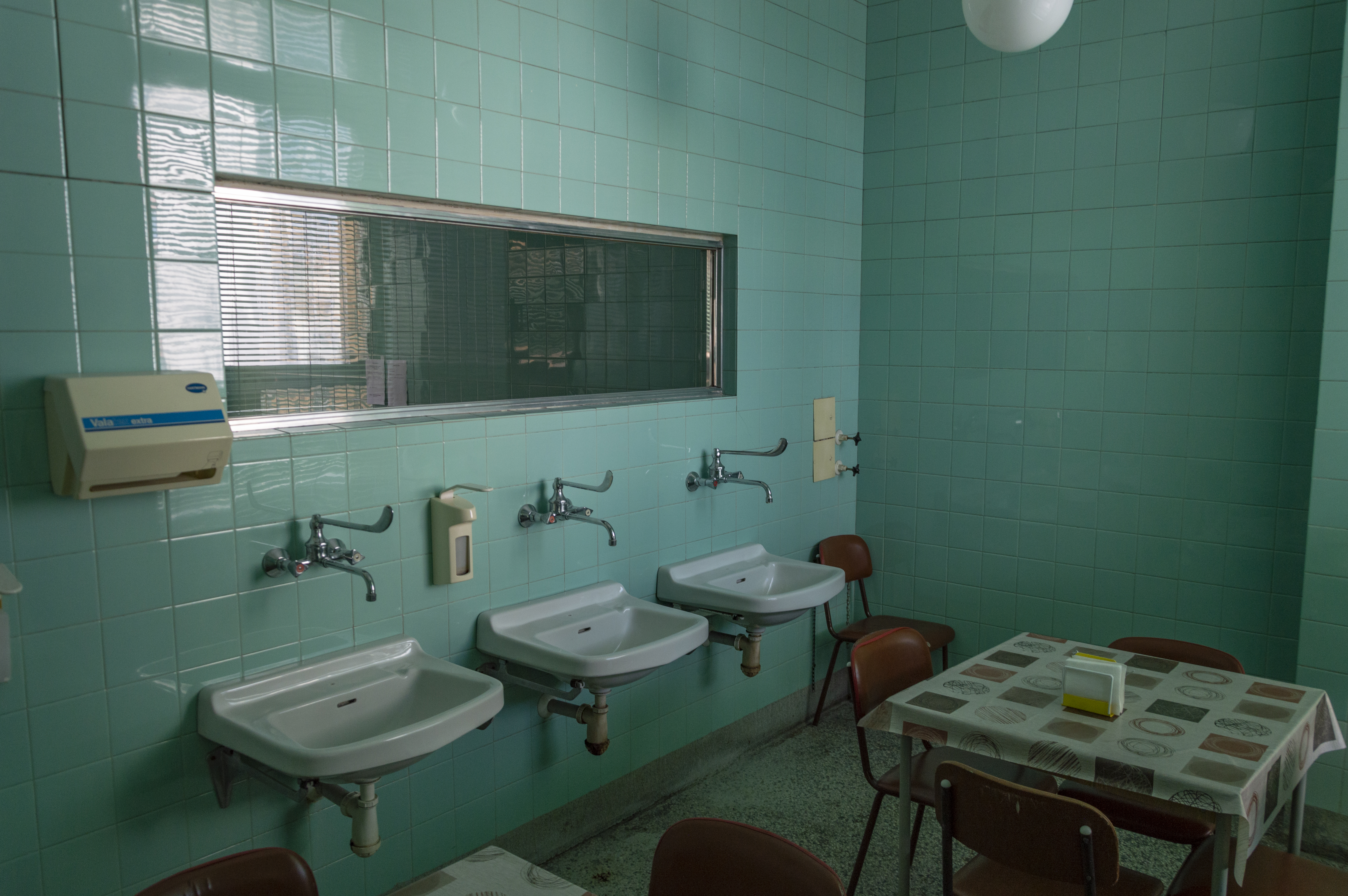
Umývárna při bývalém operačním sále, dnes jídelna